# GetBackers-奪還屋-の登場人物
GetBackers-奪還屋-の登場人物（ゲットバッカーズ だっかんやのとうじょうじんぶつ）は、原作は青樹佑夜、作画は綾峰欄人の漫画、およびそれを原作とするテレビアニメ作品『GetBackers-奪還屋-』に登場する架空のキャラクターについて解説する。
声優はテレビアニメ版 / PS版 / PS2版の順。特記のないものはテレビアニメ版のものである。

## 奪還屋GetBackers
美堂 蛮（みどう ばん）
声 - 神奈延年（幼少期：進藤尚美） / 森山栄治 / 森久保祥太郎
誕生日：12月17日。年齢：18歳→19歳。血液型：B型。星座：新蛇遣い座。身長：175cm。体重：58kg。
この作品の主人公。3代目奪還屋 GetBackers（1人目)。握力200kgを超える怪力と、邪眼を駆使して相手を翻弄しながら戦う。通称「邪眼の男」。正当な魔女の血を引くドイツ人のクォーターであり、彼の祖母はウィッチクイーンと称えられていた。過去のある出来事が原因で母親に「悪魔の子」と呼ばれ拒まれた事からウィッチクイーンに引き取られ、その後はマリーアに育てられたが、日本に帰国して即彼女の店を飛び出し、生きる為には何でもやる荒んだ生活を送る。そんな最中、工藤邪馬人と卑弥呼に出会い奪い屋を始めた。初めて出来た仲間と共に楽しい日々を送るが、11月30日に「鏡の中の邪馬人」を倒す。その後、無限城で銀次と出会い、戦いを経て共に2代目奪還屋からGetBackersの名を受け継ぐ。
常に金欠でだらしないなど普段は素行や言動や女性への対応に問題があるが、実際は仲間・他人を思いやる優しい性格であり、悪を許さない強い正義感の持ち主。物欲に極めて弱く、口より先に手が出るが基本的にクール。格闘センスはまさに天才だが、依頼絡みでなければやる気は出さず、本来は苦もなく倒せるヤクザに負けるなど平時は強くない（アニメではそのシーンはカットされている）。巨乳の女には弱い。ヴァイオリンの腕がプロ級であったり、敵も感心するほどの博学であるなど様々な面で才能を発揮する一方、コーヒーの腕前はレナ以下であり、将棋では夏実に負けた。タコが嫌いらしい。愛車は初代と先代のGBから継承されたスバル360。髪型がウニに似ている（昔はショートヘア）。ヘビースモーカーでMarbeloのBOXを愛煙、サングラスを着用している。
銀次との「悪鬼の戦い（オウガバトル）」で銀次の勝ちを認めてバビロンシティへ向かわせ、制限を破り4度目の邪眼を使ったが為に消滅する前に赤屍とラストバトルを行い、仮死状態となった。その後、創生の王となった銀次によって復活した。
アニメでは21歳。彼が愛用しているライターは、邪馬人の形見。
特技
邪眼（じゃがん）相手に1分間の幻影を見せる。複数人、動物にも有効。また、この「1分間」とはあくまで現実における時間であり、かけられた対象の主観で1分間を超えた幻影を見せることも可能。24時間以内に3回まで、しかも同じ人間に1度しか使えず（※瞬きをしなければ同時に複数人にかける事も可）、この禁を破ると世界から消滅し他者の記憶からも完全に消滅する。
蛇咬（スネークバイト）200kgを超える握力を出して戦う。その様は蛇咬のようであることから名付けられた。
アスクレピオスの力呪文を唱える事で自らの能力を上げる事が出来る。また追加呪文により、悪魔の腕を得る事が出来る（その際、右腕の形状が変化する）。呪文の詠唱は「今こそ汝が右手に その呪わしき命運尽き果てるまで 高き銀河より降りたもう蛇遣い座（アスクレピオス）を宿すものなり されば我は求め訴えたり 喰らえ その毒蛇の牙を以て」。
悪魔の腕（デモンズアーム）前述したアスクレピオスの力により形状を変えた蛮の右腕。デル・カイザーにより封印されたものだが、「汝が神に我が身を捧げん」の呪文を追加したアスクレピオスの力で、その封印を解く事が出来る。強大な力を持つがその分反動も強く、封印を解くと命を削る。後にデル・カイザーとの戦いで克服し、天使の腕へと姿を変えた。
蛇殺（スネークジェノサイド）蛮の左手の必殺技。蛇遣い座のものとは異なる呪文を使用する。技を使用する際に現れる幻影は竜に近い。呪文の詠唱は「我こそは蛇遣い座（アスクレピオス）の使者なり… その呪わしき命運受け入れし者にのみ賜うべきは 毒蛇の牙に秘められし高き天と深き地獄の力なり… されば愚かなる者共に鉄槌を打ち下ろせ 荒ぶる神魔の怒りを以て」。

天野 銀次（あまの ぎんじ）
声 - 森久保祥太郎（幼少期：白石涼子） / 下崎紘史 / 山口勝平
誕生日：4月19日。年齢：18歳→19歳（?）。血液型：O型。星座：新牡羊座。身長：176cm。体重：62kg。
もう1人の主人公にして、3代目奪還屋 GetBackers（2人目）。自称・愛の戦士。電気ウナギのように体内で電気を自在に発する事ができ、その能力を武器に戦う。通称「雷帝」、または「新宿最強最悪の冷血魔王」、「悪魔の化身（ディアブロ）」など。
幼い頃事故で死んだ時の年齢で、無限城に出現し、天子峰猛に育てられる。どんなに酷い傷を負っても食事と充電で全て回復する。かつて蛮と出会う前は、裏新宿無限城下層階の最強最悪のジャンク・キッズグループ「VOLTS」の雷帝として無限城ロウアータウンを支配していたが、蛮との闘いから少しずつ変わりだし「VOLTS」を解散、今に至る。
面食いかつ惚れっぽい。依頼人が可愛い・美人な女性でなかった時は不機嫌になる。世間知らずが激しく、一般常識が欠落している。その反面、天真爛漫・純真無垢で誰に対しても優しく接し、人を惹きつける性格。赤屍や雪彦などにも好かれやすい。特に赤屍が大の苦手で、彼を見る度に大抵は泣いて怯え、酷い時は視界に入っただけで失神する。極度の方向音痴で、無限城の中ですら迷う。
蛮との「悪鬼の戦い」に勝利して創生の王となりバビロンシティへ向かい、ついに母親（天野博士）と出会う。彼女から無限城セカイを創るに至った全てを聞いた後、彼は今まで生きてきたセカイでこれからも生きていく事を選ぶ。
アニメでは21歳。
雷帝（らいてい）もう1人の天野銀次にして、「VOLTS」リーダーの姿。幼い頃の惨劇-中層階（ベルトライン）からの襲撃により、春龍華を失った衝撃で覚醒した。雷帝になるとそれまでに受けたどんなダメージも一瞬で回復し、戦闘中のダメージも瞬時に回復する。一度雷帝化すると優しい人格ではなくなり、悲しみと怒りに任せ全ての人やモノを破壊しつくす怒れる暴君と化す。雷帝を解いた後も雷帝時の記憶は残っている。
周囲に起こす激しい電磁力により、不用意に近付くと電子レンジの原理で血液が沸騰する。「永遠の絆を奪り還せ!」編でチャイナストリートで雷帝化した後の事から、無限城以外での雷帝化は体に負担がかかるらしい。
決戦の地「グラウンド・ゼロ」での呪術王との戦いで初めて悲しみも怒りもなく降臨し激闘の末、呪術王と刺し違え昇華した。翳沼沙羅衣曰く「天野銀次の怒りのエネルギーであり無限城における力の化身」、「天野銀次が経験してきた数限りない悲しみや苦悩、そして怒りがこの無限城とシンクロして生まれた」、「善悪の判断ではなくこのセカイの調律を行うための守護者」。
タレ銀銀次が現実逃避した時になる特殊な姿。酔った時やボケる時などにもなり、2.5頭身の体となる。蛮の頭に乗っていたりすることから、体重も変化している模様。この姿では体力の消耗がある程度抑えられるようで、雷帝状態が続いた際の疲労回復目的で意図的にこの姿で行動する場面も見られた。
特技
電磁石自身の身体を磁気化する事で、高い所から飛び降りても壁にはっ付く事ができ、鉄製の武器をひきずり出す事が出来る。力加減がうまくいかないと、そこらじゅうの金属を引き付ける。
愛のイナズマキック足に電撃を纏って、攻撃する技。
落雷天に掲げた指先に雷を引き寄せ、そのまま雷を落とす。雷が発生しやすい状況下でしか使えない。
人間電子レンジ雷帝の時のみ使用可能（無意識）。電子レンジのマイクロ波と同様、近寄るものの血液を沸騰させる。
電子風スキャン雷帝時に使用。電子を風に乗せて人体を潜らせる事で、相手の身体能力・弱点をスキャンできる。
プラズマ・ダミー雷帝時に使用。膨大な電力を使い、プラズマ現象による幻像を見せる。その上、攻撃した者に強力な電撃を放つ攻防一体の技。
雷帝フラッシュ強力な光を発生させ、敵の目を眩ます。

## 新生「VOLTS」&「VOLTS」四天王
風鳥院 花月（ふうちょういん かづき）
声 - 保志総一朗（幼少期：小林由美子） / 矢澤喜代美 / 石田彰
誕生日：1月1日。年齢：20歳。血液型：AB型。星座：新射手座。身長：176cm。体重：59kg。
「風鳥院流宗家」の生き残りで、（元）「VOLTS」四天王の一人。絃（いと）使い。通称「絃の花月」「旋律（戦慄）の貴公子」。旧「VOLTS」時代からのリーダーである銀次を慕っている。「VOLTS」参入以前は、大勢力を誇っていたジャンク・キッズグループ「風雅（フーガ）」のリーダーだった。死をも恐れない美青年。常に冷静沈着かつ好奇心旺盛であり、GBの活動や弥勒一族、螺堂源水などの素性を独自に調査している。
風鳥院流宗家の唯一無二の継承者であり、皆伝。母の最期の言葉に従い、十兵衛・朔羅と共に無限城の住人となった。かつてベルトラインの謎に挑むも、当時の実力では逃げ帰るのがやっとであり、その際に聖痕を宿した（普段はコンタクトで隠している）。筧十兵衛とは幼い頃からの親友、家柄的には主従関係である。
彼の女性的な雰囲気や体つきは、風鳥院流宗家を受け継ぐ為の徹底した教育によるものである。風鳥院流絃術には女体の持つ娟（しなやか）さが必要不可欠な為、幼い頃から舞を踊り、琴を奏で、振り袖も着こなしてきた。このため何度となく女と間違われている。「彼氏にしたいキャラランキング」「彼女にしたいキャラランキング」の両方に選ばれている。
バビロンシティにいるバックアップでない花月は女性であり、古流芸能最大流派・風鳥院和琴の跡取り娘にして、十兵衛と恋人同士だった。
風鳥院流絃術
全国に二十七の分派を持つ絃術・琴の流派。花月はその宗家の長男であった。開祖は戦国時代のとある琴の妙手の少女。開祖の頃から筧とは繋がりがあった。風鳥院流分派の一つに西風鳥院派「麻生家」がある。IL奪還作戦で敵対した赤目小絃太はこの家で中伝程まで修めている。そして東風鳥院流もあり、「鏡の中の卑弥呼の奪還」で登場している東風院祭蔵は東風鳥院流である。風鳥院流宗家は「麗」、西風鳥院流は「剛」、東風鳥院流は「駿」と評されている。一方で、暗殺などの「汚れ仕事」の類を“裏”たる「黒鳥院」家に全て押し付け、その犠牲と献身によって支えられる事で栄耀栄華を極めた。
特技
暗禁閉（アギト）の戒相手の目・耳・口を縫い付ける。絃は7日間の間決して解けず、見ざる言わざる聞かざるして己の罪を悔い改めさせる。
絃呪縛（げんじゅばく）絃で相手の動きを封じる。
絃結界（げんけっかい）絃を張り巡らせ、そこに入ろうとしたものを切り刻む。
流水の刃（りゅうすいのじん）（鉄砲水・渦巻き・雫・濁流）風鳥院流絃術「攻の巻」第弐拾七番の壱。流水の如く絃を操り、4パターンに分けて敵を攻撃する。「鉄砲水」は琴絃の束で攻撃、「渦巻き」は凄まじいパワーの攻撃、「雫」は琴絃を頭上から無数に降らせ攻撃、「濁流」は琴絃で相手の動きを封じ、攻撃を始める技。
繭玉の楯（けんぎょくのたて）風鳥院流絃術「守の巻」第拾五番の参。琴絃を自分の周囲に張り巡らせ、防御する技。
渦潮の陣（うずしおのじん）風鳥院流絃術「守の巻」第拾六番の弐。渦潮状に琴絃を回転させ、竜巻を作り出し身を守る。
降雨の槍（こううのそう）（時雨・霧雨）風鳥院流絃術「攻の巻」第弐拾七番の弐。天から槍が降るかの如く、敵の頭上から琴絃で攻撃。「時雨」は頭上から無数の琴絃で不規則に攻撃、「霧雨」は無数の琴絃を纏わりつかせ、じわじわと攻撃する技。
繭玉の檻（けんぎょくのおり）風鳥院流絃術「拘の巻」第拾七番の弐。絃で相手の身体を巻き、捕らえる。
流星（りゅうせい）風鳥院流絃術「攻の巻」第参拾六章の五。琴絃の束で一撃必殺のダメージを与える。
鼎絃の楯（ていげんのたて）風鳥院流絃術「守の巻」第拾参番の六。たった3本の絃で相手の攻撃を受け流す技。受け流した力をそのまま相手に返す事も可能。
四季の滅 霜月蜂（しきのめつ そうげつほう）風鳥院流絃術「攻の巻」第参拾弐番の四。無数の絃で相手の身体をボンレスハムのように封じると共に、技を受け括れた筋肉はすべて壊死してしまう技。術者が技を施す事で、技を解除可能。
朱雀の舞（すざくのまい）風鳥院流絃術奥伝。花月が幼い頃、すでに会得していた技。詳細不明。
空月（くうげつ）風鳥院流絃術秘中一子相伝の技。風鳥院流絃術「攻の巻」第九十九番の四。相手の周囲に絃の月を張り巡らせ、朧月、三日月、半月と変化すると共に、新月になったが最後、相手の体は真空状態によって切り刻まれる。この技は風鳥院流の宗家と亜流派をと隔てる絶対的な壁とされている。
瀑布（ばくふ）風鳥院流絃術「癒の巻」第弐拾壱番の参。「魔陀羅の法」により怪物と化した、遊利・舞矢の兄妹を救うべく放った技。
舞花（まいか）風鳥院流絃術「攻の巻」第九拾九番の壱。対象目掛けて、八方から絃を襲い掛からせる。
雷鳥（らいちょう）風鳥院流絃術「攻の巻」第九拾九番の弐。絃の束を対象の上から、高速で叩き付ける。
旋風（つむじかぜ）風鳥院流絃術「攻の巻」第九拾九番の参。絃によって渦巻く旋風を作り出し、そこから発生するカマイタチで敵を切り刻む。
花鳥風月（かちょうふうげつ）風鳥院流絃術秘奥義。「舞花」「雷鳥」「旋風」「空月」の4つを連続で繰り出す。技の後の字を取り、「花鳥風月」となっている。
鳳凰飛翔（ほうおうひしょう）風鳥院流絃術外伝。風鳥院家に嫁ぐ者のみが受け継いできた禁忌の技で、絃によって鳳凰を型どり降臨させる。この技を使うには、命を燃やし尽くす覚悟と慈悲の心が必要。花月は幼少期に、母親からこの技を受け継いだ。

冬木 士度（ふゆき しど）
声 - 星野貴紀 / 岸祐二 / 上田祐司
誕生日：8月12日。年齢：21歳。血液型：A型。星座：新蟹座。身長：182cm。体重：72kg。眉無し。
日本の先住民「魔里人」の四木族のうち、覚醒を司る冬木の末裔。旧「VOLTS」四天王の1人。通称「ビーストマスター」。鳥、魚、獣などと心を通じ操る「操獣術」と「百獣擬態」の能力を持つ。一匹狼的な雰囲気を漂わせているが、根は動物を愛する優しい性格。
最初は蛮と銀次と敵対し戦ったが、途中で銀次と和解。現在は仲間の獣と共にマドカの元に身を寄せつつ、蛮達とは別の奪還屋を開業している。蛮とは犬猿の仲。夏木亜紋から受け継いだ「鬼魔羅（キメラ）」を所有し、格段にパワーアップした。「鬼魔羅」はバビロンシティへ続く天国の扉（ヘブンズ・ドア）を開く鍵の一つである。
アニメ38話では、普段のワイルドさを感じさせないタキシード姿を披露している。
作者曰く、彼のシルエットは『湘南純愛組』に登場する少年（阿久津）がモデル。
魔里人や士度以外の魔里人（四木族）についての記述は魔里人（四木族）を参照。
特技
百獣擬態（ひゃくじゅうぎたい）自らを獣に擬態し、その獣の特性を駆使する。猿擬、猫擬、餓狼擬、狂熊擬、烏翔擬、剛猿擬、鳥獣擬、土竜擬、鹿王擬、屍鳥擬、虎爪擬、兎聴擬などがある。
操獣術（そうじゅうじゅつ）獣笛（指笛）により、無数の蝙蝠、鼠を操り、自身の身代わりを作る事で敵の目を欺く技。蝙蝠を使う影朧（かげろう）がある。
目覚めの嫡羅（めざめのチャクラ）覚醒を司る冬木一族特有の技。他の四木族の3人の能力を最大にまで上げたり（四木族以外の人間にも可能かどうかは不明）、雷帝を目覚めさせる事が出来る。詠唱は「目覚めの嫡羅よ!すべての閉ざされし“力”を白日の下に解き放て!」。
鬼魔羅の力士度の心臓となっている「鬼魔羅」の力を解放した際に生まれる、圧倒的な力。「聖痕」の力をも上回る。

来栖 柾（くるす まさき）
声 - 堀秀行
誕生日：4月3日。年齢：28歳。血液型：A型。星座：新魚座。身長：186cm。体重：92kg。
「VOLTS」四天王の1人。バビロンシティ出身。「ブレイントラスト」の一員にして、ウィッチクイーン率いる反乱分子の一員。通称「閃光の支配者（フラッシュマスター）」、「光王」。その名の通り閃光（光の精霊<エレメント>）を操り攻撃する。光を駆使し相手に幻影を見せる事も可能。彼の作り出す光の中では音も含め、あらゆるものが反射し惑わせる。外傷はなくとも内臓にダメージを与えている為、攻撃を受けた者はかなりのダメージを受ける。
「VOLTS」解散後、呪術王の傘下に所属。「見てはいけないもの」を見たがため「聖痕」を宿し、「第二の未来」の守護者となり銀次と戦うも、GBに自由な「第三の未来」を託す。戦いの終結後はヘヴンと再び熱愛中。
アニメでは天子峰の親友で、「ブレイントラスト」に派遣され下層階（ロウアータウン）と銀次を監視していたが、時が経つにつれ銀次と共にいた「VOLTS」と下層階を愛するようになった。別名「光の支配者」。
特技
光の短剣（フラッシュ・ダガー）その名の通り光で作った短剣を飛ばす。対赤屍戦で使用。
光帝剣（エクスカリバー）「光王」状態のみ使用可能。光を集め大剣を作る。対雷帝戦に使用。
波動光（ウェーブモーション）光の精霊（エレメント）の波動を手から放出する。
光討ち（こううち）アニメオリジナルの技。強い光を放ち相手の目を眩ませたその隙に、攻撃する。
光撃破（こうげきは）アニメオリジナルの技。手から光線のようなものを放ち、攻撃。光の速さ（30万km/s）で放たれる為、回避は不可能。

MAKUBEX（マクベス）
声 - 斎賀みつき / 高山みなみ（PS2版）
誕生日：11月1日。年齢：14歳。血液型：AB型。星座：新天秤座。身長：160cm。体重：52kg。
元「VOLTS」四天王の一員。「VOLTS」解散直後、ベルトラインに対抗する為に力と恐怖で支配する新生「VOLTS」を作った。通称「未知なる少年」「無限城の電脳」「頭脳の怪物（ブレイン・モンスター）」「悪魔の少年王」。原子爆弾の製造も試みたが、それを阻止すべく行なわれたIL奪還作戦後は仲間と仲直りした。苗字が間久部である事以外は分かっていない。MAKUBEXの名は彼の驚異的な頭脳に畏怖を感じた者達が、苗字の間久部に「未知」を表すXを付けたものである。
朔羅とは恋人同士であり、彼女を母・もしくは姉のように慕っている。螺堂源水によって育てられ、傑出したパソコンの腕を持ち、これを駆使して敵や味方のデータを利用したヴァーチャル戦士や、人間の脳に無重力合金「ギガワイヤー」を接続する事により操りながら潜在能力を発揮させる「ワイヤードール・システム」などを使う。
アーカイバによって生み出された、無限城でしか存在できない幻である。ベルトラインでは自分でアーカイバに戻り、銀次達をサポートした。創生の王となった銀次の願いにより、最終的には無限城の外へも出られるようになった。
特技
ロジックウォール手をかざした部分にロジックの壁を作り出し、防御する技。
最終定理ΩTHEOREM全ての電気信号を数列に置き換え、そこに介入する。無限城であればこそ強大な力を発揮する。

筧 十兵衛（かけい じゅうべえ）
声 - 子安武人（幼少期：朴璐美） / 山寺宏一（PS2版）
誕生日：8月21日。年齢：21歳。血液型：A型。星座：新獅子座。身長：180cm。体重：82kg。
元「VOLTS」のメンバーの一人。通称「飛針の十兵衛」。「VOLTS」は解散後MAKUBEXに従う事になり、新生「VOLTS」四天王の一人となる。飛針で戦闘・治療を自由自在に行う事ができる「筧流針術（かけいりゅうしんじゅつ）」の後継者でもある。有害な放射線を発する黒磁鉱の鉱石「太極石」を身体に埋め込むことによって「聖痕」と同じような力を得つつも、身体を蝕まれている。モデルは筧十蔵。
非常に生真面目な性格で、自分の信念に殉ずる事が出来る侍。幼い頃から花月を絶対に守ると心に誓っている。極度の朴念仁。MAKUBEX（アニメでは笑師）に「冗談が通じない」と言われた事がきっかけで、現在ギャグ修行中。
バビロンシティにいるバックアップでない彼は、筧流武医術の跡取りにして古流医術、ことに鍼灸の若き天才と言われ、医大講師を務めている。
「筧家」と「風鳥院宗家」
筧家は「針絃一体」の開祖の言葉に従い、風鳥院宗家の主治医として500年もの間仕え、守り続けてきた。MAKUBEXに従ったため一度は敵同士となり、その時に使った禁奥義「黒針」の磁力の影響により盲目になったが、後に東風院祭蔵の呪刺繍によって回復する。
特技
飛燕（ひえん）複数の針を敵目掛けて投げる、スタンダードな技。高い命中精度を誇る。
毒蛾（どくが）相手の孔を貫き、体の自由を奪う技。
鳳仙花（ほうせんか）黒磁操針の法。太極石に集めた飛針を敵の方向へ放射状に放つ。
群蜂（ぐんほう）霊峰富士地下1000mから掘り出した黒磁鉱で作られた飛針を、太極石で自在に操る「黒磁操針の法」の1つ。分散して放った飛針を一挙に集め、攻撃する。
土蜘蛛（つちぐも）黒磁操針の法。地中に埋め込んだ黒針を相手の足元から放ち、攻撃する技。
山彦（やまびこ）黒磁操針の法。一度投げた飛針を太極石で操作し、背後から不意うって攻撃する。
孔針剛（こうしんごう）針で自分の孔を突き、了腕を鋼の如き強度に変える。
孔針破（こうしんは）“孔針剛”で両腕を鋼に変えた状態で繰り出す一撃。
針絃の曲（しんげんのきょく）花月の琴絃に飛針を絡め強靭な楯を縫い上げる、正に「針絃一体」の技。
鉤十文字（かぎじゅうもんじ）“飛燕”で直線的に放った飛針を、途中で十文字に分散させ攻撃する。
窮鼠針（きゅうそしん）相手の体内に1本の針を打ち込み、その針が相手の体内を駆け巡り食い破る。
地雷針（じらいしん）黒針に気を集め、敵を攻撃する。
破雷針（はらいしん）飛針が避雷針の如く電気を受け、そのまま電気を纏った状態で襲い掛かる。
黒針の舞（こくしんのまい）「鳳仙花」・「群蜂」・「山彦」をコンビネーションとして繰り出す。
魍魎千本（もうりょうせんぼん）詳細不明。
縫千花（ほうせんか）筧流針術 黒穴針。黒針に絃を巻き付け投げ付ける事で、逆に相手を絃に巻き付けてしまう。風鳥院拾参絃に縫い付けられた呪刺繍を外すのに使った技。体内に太極石を埋め込む事で、命と引き換えに会得した。

笑師 春樹（えみし はるき）
声 - 真殿光昭 / 小野坂昌也（PS2版）
誕生日：5月16日。年齢：20歳。血液型：O型。星座：新牡牛座。身長：178cm。体重：70kg。
楼蘭の末裔で、元「VOLTS」のメンバーの一人。通称「鮮血の道化師（ジョーカー）」。「VOLTS」時代は四天王と同等の実力者のはずだが、どこか諦めが早い。楼蘭の女が1人につきただ1本だけ持ち生涯切る事なく伸ばし続けた、鋼より強く絹よりしなやかな龍髪（りゅうはつ）と呼ばれる髪を束ねた「楼蘭舞踏鞭（ろうらんぶとうべん）」の使い手。楼蘭舞踏鞭は龍髪の数だけ命を持つとされ（本人曰く「万人の楼蘭の女の命」）この性質により命を吸う技を使われても影響はほとんど受けない。
己の死を覚悟する所まで追い詰められると、「飛沫にすると燃えやすい」という特性を持つ楼蘭の男の血「虎血（こけつ）」を利用した命懸けの技で、相討ちを狙ってくる。楼蘭の血は他の血を混ぜると凝固する性質があるため輸血できず、虎血を使った際にはトリカブト等を用いた造血剤を必要とする。IL奪還の際には敵方として登場したが、虎血を使い瀕死になった所を救われてからは奪還屋チームに合流、その後は冬木士度と行動を共にする事が多い。夏木亜紋とは「相方」と呼び合っている。ポニーテールにした髪型とサングラスと、恐ろしくベタベタな関西弁が特徴。
自称・新生「VOLTS」のお笑い担当。目指すは吉本だがギャグセンスはなく、十兵衛とはギャグ修行仲間。さりげなくゲーム好き。後に銀次の創生したセカイで、亜紋と漫才コンビを結成した。
特技
彷徨え独楽の如く（ロブ・ノウ・ルウ・ラ）鞭を相手の体に幾重にも巻き付け、独楽の要領で高速回転させ地面に叩き付ける。最も使用頻度が高い。
消えよ砂嵐とともに（タジャカ・マ・サーヤ）鞭を高速回転させ砂嵐を生み出し敵の目を眩ました後、戦線離脱する。
捕らえよ毒蛇の如く（メラ・ノ・シオーラ）鞭を相手に纏わりつかせ、動きを封じる。その際に大ダメージをも与えられる技。
呑み込め洪水の如く（カジャ・ノ・ア・マーヤ）敵の上空にアーチ状に鞭を張り巡らせ、無差別攻撃を行う。鞭の出所が分かり辛い為、回避は困難。
燃えよ業火の如く（ヒジュラ・カ・サーナ）虎血で火種を作り、大爆発を起こす技。
絡みつけ流砂の如く（ロブ・ハ・ラ・トゥーマ）鞭の先端から出る龍髪の1本1本が敵に絡み付き、動きを封じる。
滅べ風化に任せて（カミラ・マ・サイファ）相手に絡み付いた鞭が鋭利な刃物のように、相手を切り刻む。
覆え砂嵐の如く（カルマ・マ・ソーマ）鞭を振り回し自分の周囲に張り巡らす事で、防御する。
襲え!砂蛇の如く（ナジャ・マ・イ・ハーヴ）鞭を巨大な砂蛇の如く振るい、相手に襲い掛からせる。

雨流 俊樹（うりゅう としき）
声 - 小西克幸
誕生日：3月3日。年齢：21歳。血液型：A型。星座：新水瓶座。身長：178cm。体重：79kg。
「風雅」のメンバー（3番手）。勝つ為には手段を選ばない事から付いた渾名が「地獄の騎士（ヘルナイト）」。気を操り、合気道の源流と言われる「村雨流掌術（むらさめりゅうしょうじゅつ）」の継承者であるが、直系ではなく妾の子である。伝承者に弟が選ばれた時、秘奥義の書を賭けて闘い見事に勝利したが、「強いだけでは伝承者になれない」と父親に言われ、更に闘いを求め無限城へとやって来た。花月の強さに惹かれ「風雅」入りするが、一方で十兵衛へのライバル心や嫉妬心を抑えられず、自分の居場所はないと感じていた。花月が誰かの下につく事を嫌ったのか、彼が「VOLTS」に入ると決心した時に姿を消した。
神の記述編に登場し、「風雅」の解散後当て所なく彷徨っていた所をルシファーに見出され、彼の部下として「タワーズ・アート」の部長に就任すし、守護カード「地獄の門番」を用いてルシファーに力を貸していた。花月を洗脳し、十兵衛の敵に回るが激しい死闘の末に和解。その後「神の記述」の力によって心臓を抉り出されるが、蛮&マリーア&ルシファーの反魂の儀式で生き返った。以降は再び花月、十兵衛と共に行動している。
アニメでは来栖柾の仲間の一人として登場。花月や十兵衛と袂をわかった背景は同じだが、むしろ頭では理解しつつも受け入れられなかったために敵対した。
特技
遠当て（とおあて）掌をかざしただけで、遠く離れた物体を破壊できる。
旋風掌（せんぷうしょう）激しく回転しつつ、掌打を加える技。
流激破（りゅうげきは）相手の体の一部を掴み、破壊的な気を送る。武具で防御しても内部から破壊される為、無意味。
錬空玉砕掌（れんくうぎょくさいしょう）自らの気を用いて気球を練り上げ、敵を粉砕する。
陣太鼓（じんだいこ）相手のリズムに合わせて舞いながら、遠当てで心臓を射抜く技。
円撃破（えんげきは）掌から球状のエネルギーを連続で発射する。

筧 朔羅（かけい さくら）
声 - 岩居由希子
誕生日：7月21日。年齢：23歳。血液型：B型。星座：新蟹座。身長：169cm。体重：56kg。B/W/H：86/52/86。
十兵衛の姉。MAKUBEXの秘書役兼母親的存在かつ唯一の理解者。「風雅」の一員である。優しく穏やかな性格で、芯が強い美人。弟の成長や変化も好意的に見守っているが、ギャグセンスの悲惨さについては何とも複雑な心境らしい。
当初は一話限りで登場するはずだった、綾峰欄人のお気に入りキャラ。
特技
小姫筧流布衣術（しょうきかけいりゅうふいじゅつ）朔羅の戦闘術。身に纏った布を操り攻撃する。
孔雀（くじゃく）自身の衣服の帯で相手を締め上げる技。
死装束（ししょうぞく）自身が纏っている布をまるで生き物のように操り、絡め取った全てのものを砕く。
百花繚乱（ひゃっかりょうらん）詳細不明。

## 無限城の人々
鏡 形而 / 加賀美 京司（かがみ きょうじ）
声 - 櫻井孝宏
誕生日：10月13日。年齢：21歳。血液型：AB型。星座：新乙女座。身長：180cm。体重：75kg。
「ブレイントラスト」の一人。「魔鏡の王」で呪術担当総監督（ブードゥーマスター）。バビロンシティの元住人であり、ホストのような姿をしている。実体を現す事は少なく、他人の前には鏡像で現れる事が多い。「観察者」を名乗り、全てを見透かしたような物言いをする。蛮や赤屍にすら引けを取らない実力者でもある。鏡を使い多数の分身を作り出せるが、その数が多ければ多いほど分身の力は低下する。
「ブレイントラスト」メンバーの中で最年少。世界最高レベルの次元物理学者であり形而上学者だった。彼の魔鏡効果理論無くして無限城は成り立たない。無限城の目であり、「第一の未来」でこの世界の支配者になろうと目論んでいる。「創生の王」を決める「悪鬼の戦い」に参戦するも、蛮に敗れる。その後、間久部博士の依頼で動いた赤屍に刺され、彼女に「悪鬼の戦い」へ誘われるが、それを拒み眠りに就いた。その後の明確な安否や消息は不明。彼もまた、アーカイバに利用されていた1人だったようである。
正体はもう一つの世界であるバビロンシティ出身の学者・加賀美京司であり、天野博士が本作の主な舞台となっている世界に生じた狂いを修正するために送り込んだ「観察者」の1人。しかし何らかの原因で他の観察者は死亡した上、加賀美も本来住んでいた世界に戻ることができなくなっていた。

特技
ダイヤモンドダスト無数の鏡片を敵の周囲にばら撒く事で乱反射による幻影を作り出したり、また欠片を吸い込んだ者の内部からズタズタに引き裂く技。

天子峰 猛（てしみね たける）
声 - 三木眞一郎
誕生日：4月4日。年齢：29歳。血液型：A型。星座：新魚座。身長：178cm。体重：85kg。
銀次の育ての親。彼もまた「聖痕」を宿している1人。読心術（リーディング）やトンファーを使った攻撃を得意とする。かつて無限城戦国時代の下層階（ロウアータウン）にて名を馳せた勇士で、呪術王に家族を殺害されて以来復讐の機会を窺っていた。銀次の「雷帝」の力を利用して無限城の「上」を目指していたが、その力を怖れ無限城を出て行く。その後も銀次の安否を心配して、「Honky Tonk」に出没する。王波児とは顔馴染み。
銀次との間に確かにあった絆を取り戻す為、再び無限城に赴く。最終回では、間久部博士の元へ身を寄せるらしい。
単行本10巻では、バビロンシティの元住人。
デル・カイザー（Der Kaiser）
誕生日：12月6日。年齢：35歳。血液型：A型。星座：新蛇遣い座。身長：178cm。体重：69kg。
美堂蛮の父親。初代GetBackersの片割れで「GetBackers」の名付け親。王波児と激闘の果てにコンビを組み、17歳の時に父親となる。その後は祖国への一時帰還と無限城への挑戦、波児との別れを経て無限城中層スラム地区 =ベルトライン=の支配者となる。「ブレイントラスト」の誘いを蹴り、デル・シュロスを築いた。クイーンズカップ1回戦で銀次を雷帝に覚醒させ無限城の倉庫（アーカイバ）を乗っ取ろうとするが失敗し、GBをベルトラインへ誘う。かつて王波児と共に初代GBとして「悪鬼の戦い」に挑んだが、呪術王に圧倒されて逃げ出すのがやっとであり、その時に「聖痕」を刻む。直属の部下は三騎士（ドライリッター）。
呪術王と対峙するも、その絶対的な力の前に為す総べ無く屈する。呪術王の野望を阻止する為、自らの心臓を抉りだし鍵として封印した。その後は生きる意志だけで存在し続け、蛮が“腕”の宿命を乗り越えたのを見届けた後は蛮と銀次に全てを託し、消えていった。彼自身もアスクレピオスの力を使える。息子以上の圧倒的な実力者。邪眼は持っていない。
「第一の未来」を懸念する母親（ウィッチクイーン）の反逆に共感する者の一人だが、混沌そのものである「第三の未来」を希望している。反乱分子の一員ではない。
氏家 火生留（うじいえ かおる）
声 - 雪野五月
来栖柾の部下。炎を操る技を得意とする、煌びやかな服に身を包んだ女性。
「呪われた騎士（カーストナイツ）」の深紅（クリムゾン）。叶と共に背後からの攻撃で士度を倒し、拘束する。その後、「鬼魔羅」が覚醒した士度に叶と共に蹴散らされた。その後、来栖征の力によって「見てはいけないもの」を見せられ、「聖痕」の力を得てGBと対戦。叶に言われ、先に行った銀次を追いアーカイバの予言した行動を起こす。雷帝の力によって倒される。昔、雷帝に危うい所を助けられたのがきっかけでVOLTSに参入し、それ以来雷帝に恋い焦がれていた。
アニメでは雷帝の熱烈な崇拝者で、彼と関わりのある女性が嫌い。花月の事も快く思っていない。自分の想いが叶わないならばと雷帝の手による死を懇願するが、銀次の優しさに触れ戦線離脱。自ら朔羅の元へ赴き炎の刻印を消した後、どこかへと去って行った。原作よりも早くアニメに登場した。構想の段階では、名前が「舞矢」。
特技
炎の刻印アニメオリジナルの技。24時間以内に火生留自身が刻印を消さなければ、内側から燃やし尽くされて死ぬ。
流掌焔華 渦龍炎（りゅうしょうえんか かりゅうえん）手を地面につき、離れた場所に炎の渦を巻き上げ焼き尽くす技。
風焔竜虎（ふうえんりゅうこ）叶との合体技。「渦龍炎」と「咆虎扇」を同時に放つ事で、炎が巨大な竜となって襲い掛かる。

叶 条夜（かのう じょうや）
声 - 宮田幸季
来栖柾の部下。巨大な扇子を使った攻撃「魍魎舞扇華」を得意とする、顔に火傷の痕を持つ青年。
「呪われた騎士」の漆黒（レイブン）。火生留と共に背後からの攻撃で士度を倒し、拘束する。その後、「鬼魔羅」が覚醒した士度に火生留と共に蹴散らされた。後に来栖征の力によって「見てはいけないもの」を見せられ、「聖痕」の力を得てGBと対戦。自らの命と共に蛮を葬ろうとするが、敗れる。
「ブレイントラスト」の創生計画に間してあまり知らなかった様子。
アニメでは来栖に心酔していた元「VOLTS」メンバー。ヒステリックな性格で、仲間の火生留や雨流とも衝突していた。
特技
真空かまいたちアニメオリジナルの技。扇を使いかまいたちを起こす。
蘭仙扇（らんせんおう）2本の巨大な扇で、相手をすれ違いざまに攻撃する。
竜王扇（りゅうおうせん）扇を振るう事で巨大な竜巻を発生させ、攻撃する。中心は無風の為、それを見切れば技を破る事も可能。
竜虎の舞（りゅうこのまい）2本の扇を振るう事で、虎と竜を象った炎を飛ばして攻撃する技。
風焔竜虎（ふうえんりゅうこ）火生留との合体技。上記を参照。
牙龍点睛（がりょうてんせい）風を一点に集中させる事で強力な風の球を作り出し、それを飛ばして攻撃する。

翳沼 沙羅衣（かげぬま さらい）
声 - 田中秀幸
無限城の真実を知る、謎の人物。呪術王を止める為にいるらしいが、実は彼自身もVOODOO CHILDで呪術王の半身。呪術王を封じていた。呪術王の復活により一時取り込まれるも、雷帝との闘いで呪術王が消滅した事により復活した。
アニメでは「ブレイントラスト」の一員。自らを「無限城と共にあるもの」と称する運命論者。
呪術王（ブードゥーキング）
誕生日：12月3日。年齢：不明。血液型：B型。星座：新蛇遣い座。身長：190cm。体重：100kg。
呪術師（ブーディスト）の統一者で、最強最悪の魔王。黒鳥院夜半や来栖征を支配下に置き、鏡形而に協力し、強固なブードゥーギルドを形成している。三つ目で、その目全てに「聖痕」を宿している。圧倒的な力を持ち、「第一の未来」を創り、この世界の「創生の王」になろうと目論んでいる。魔女の一族を滅ぼした男。過去に初代GBを圧倒し、三騎士（ドライリッター）や天子峰の家族をも殺した。
彼もまたVOODOO CHILDであり、翳沼沙羅衣を取り込んで完全体となった後、「第二の鍵」である士度の心臓にある「鬼魔羅」を取り出し、天国の扉（ヘブンズ・ドア）を開ける。「創生の王」を決める「悪鬼の戦い」に参戦。「グラウンド・ゼロ」で雷帝と戦うも、互いの膨大なエネルギーの衝突により相殺、消滅した。
初代GBを退却させるほどの威力を持つ闇の技「絶対破壊（アブソリューディストラクション）」などを主に用い攻撃する。。
間久部（まくべ）
声 - 井上富美子
身長：135cm。体重：32kg。B/W/H：62/50/63。
「ブレイントラスト」の一員にして、MAKUBEXの生みの親。兎のぬいぐるみを抱いている、不思議の国のアリスを思わせる少女。軍艦島では、銀次・士度・笑師・赤屍に会っている。作中のキーパーソンにして、本名は不明。外見以上の年齢である模様。本作品中、最も謎の多い人物の1人。博士（ドクトル）とも呼ばれていた。
作中では終始「ブレイントラスト」にもウィッチクィーン率いる反逆者にも該当しない第三者的な立場となって行動をしている。新セカイ創世のきっかけとなる役割をも果たしている。
黒鳥院 夜半（こくちょういん よはん）
誕生日：2月16日。年齢：18歳。血液型：AB型。星座：新山羊座。身長：162cm。体重：60kg。
現風鳥院当主。6歳で裏風鳥院当主となり、7歳の時に風鳥院宗家を滅ぼした。花月の宿敵。学ばずとも見ただけで風鳥院の技を会得する天才。その才能により呪術の技も吸収し、ベルトラインでも恐れられた。圧倒的な実力を有し、呪術王と同等の力を持っている。黒鳥院の青年で、実は花月の弟であるが、生まれたときから「聖痕」を持っていたため風鳥院宗家を追放された。
兄と相対し実力で圧倒するも、兄の覚悟と風鳥院流絃術外伝 「鳳凰飛翔」によって敗れ、和解。その際にこれまでの行いを悔い、涙を流した。その後は風鳥院宗家当主の座を花月から託されると同時にベルトラインの王としても君臨している。アニメ版には未登場。
特技
千羽黒鶴の舞（せんばこっかくのまい）裏風鳥院流絃術秘奥義。自身が折り上げた千羽鶴に黒絃を通し気を送り込み、その鶴を一斉に飛ばして攻撃を仕掛ける。

東風院 祭蔵（とうふういん さいぞう）
誕生日：10月6日。年齢：21歳。血液型：A型。星座：新乙女座。身長：178cm。体重：70kg。
東風鳥院の跡取り息子にして、抜きん出た実力を持つ天才。東風鳥院弦術を使いこなす、呪術王傘下の男。実際には鏡形而と繋がっていたようである。「風雅」の元メンバー。後に夜半の策略で「風雅」を離れる。
裏切り者として十兵衛達を「黒い弦の繭」に封じ操ったが（この際、十兵衛は視力を取り戻す）、全ては仲間の命を夜半から守る為であった。笑師を圧倒するが駆け付けた花月に敗れ、「黒い繭」の正体である自らの心臓を抉り出し、十兵衛達を解放した。その後花月に全てを託し、「風雅」の旗印の下で永遠の眠りに就く。アニメ版には未登場。
特技
織部（おりべ）東風鳥院流絃術中伝 「攻の巻」第二三番の四。格子状にした絃を操り、敵を捕らえて倒す技。
織女星（しょくじょせい）東風鳥院流絃術中伝 「攻の巻」第二三番の七。無数の羽から絃を張り巡らせ、そのまま相手に巻き付け縫い合わせてしまう技。敵味方問わず近くにいるものを、無差別攻撃する。
虎舞羅の襲（こぶらのしゅう）東風鳥院流絃術中伝 「攻の巻」第二八番の参。絃を巨大なコブラの如く、相手に襲い掛からせる技。
野分（のわき）東風鳥院流絃術中伝 「守の巻」第八番の弐。相手の体に幾重にも束ねた絃を、巻き付け拘束する技。
青竜の舞（せいりゅうのまい）東風鳥院流絃術奥伝。幼少期の頃から会得していた技。詳細不明。
火焔山（かえんざん）東風鳥院流絃術奥伝 「攻の巻」第九九番の九。超高速で絃を振るう事で、そこから生じる摩擦熱が爆炎となって敵に襲い掛かる。

黒鳥院 舞矢（こくちょういん まいや）
誕生日：2月15日。年齢：18歳。血液型：B型。星座：新蛇遣い座。身長：153cm。体重46kg。B/W/H：83/59/84。
夜半の異母姉。際どい服を纏う少女。一人称は「あちし」。蛮を毒づき、銀次を気に入っている。
双子姉妹の妹として生まれるが、日が昇って生まれたために、「夜の間に生まれた子供のみを育てる」という黒鳥院の風習に則り土に埋められる。土の中にあってもまだ泣き続けていた為、不憫に思った屋敷の者が矢を放つも、その矢は突然の強風に煽られて育てられるはずだった姉に刺さり死なせたため「舞矢」と名付けられた。一度銀次と戦い銀次を子供扱いするも、GBがベルトラインまで到着した後、再び銀次と対峙する。雷帝化した銀次のプラズマ攻撃を受けるが、蛮の悪魔の腕によって守られる。
その後、兄と共に「裏風鳥院絃術死奥義 魔陀羅の法」を使い花月と対峙するも敗れ、遊利共々命を救われた。アニメ版には未登場。
特技
黒絃の傀（こくげんのかい）絃で自らの分身を作る。その分身は相手が攻撃する度に増殖し、またその分身は絃で作られている為、相手に巻き付いて動きを封じる事も可能。
編曲の法（へんきょくのほう）絃を使って顔面の皮膚や筋肉を縫い合わせ、顔付きを自在に変化させる。
魔陀羅の法（まだらのほう）裏風鳥院流絃術死奥義。大量の絃を繭のように纏う事で、巨大な禍々しい生ける屍と化す技。

黒鳥院 遊利（こくちょういん ゆーり）
誕生日：2月14日。年齢：18歳。血液型：A型。星座：新蛇遣い座。身長：192cm。体重95kg。
舞矢、夜半の兄（同じ姓でも、血の繋がりはない）。
生まれるまで20ヶ月かかった。生後3日で5歳児体格に成長。児戯の遊びですら戦いと育てられ、決して利（かち）を譲らないため「遊利」と名付けられた。ベルトラインに登って来る間に蛮と戦い蛮を子供扱いするも、GBがベルトラインに到着した後再び蛮と対峙するが、ベルトラインでの戦い方を理解した蛮にあっけなく敗北。その後、妹と共に裏風鳥院流絃術死奥義「魔陀羅の法」を使い花月と対峙するも敗れる。アニメ版には未登場。
特技
絃獣殺（げんじゅうさつ）大量の絃を束ね虎の形を作り、襲い掛からせる技。
魔陀羅の法（まだらのほう）裏風鳥院流絃術死奥義。上記を参照。

彫衣 九門（ほりい くもん）
声 - 川田紳司
MAKUBEXの部下。猛毒のアルカロイドが仕込まれた彫刻刀を武器に使う。赤屍に両腕を落とされた（アニメでは落とされない）上Jの文字を体に刻まれ死亡した。

赤目 小絃太（あかめ こげんた）
声 - 服巻浩司
MAKUBEXの部下で西風鳥院派の風鳥院絃術使いだが中伝までしか学んでおらず「無重力合金」で作られた絃を使った絃術を使う。「編曲の法」で花月に変装して卑弥呼を襲うが、現れた本物の花月によって倒され、「暗禁閉の戒」によって七日間動けなくされる。

摩神 猟馬（まがみ りょうま）
声 - 中多和宏
元「VOLTS」幹部。ドーピングジャンキーで自らの肉体を改造している。皮膚角質化剤を半年間も腕に塗り込み青龍刀並みの切れ味を持つ腕で士度を襲うが、士度の百獣擬態には叶わず敗れた。

摩神 綺女（まがみ あやめ）
声 - 結城比呂
元「VOLTS」幹部で猟馬とは双子（ただし似ていない）。無重力合金製の武器を体中に埋め込んでいる。武器の副作用を確認するため人間の体を使い残虐な人体実験をしておりそれに激怒した蛮に体中の武器を折られ重傷を負い、蛮に恐怖しながら失神した。

## 弥勒一族
魔術には通じていても非力であった魔女を守る為に生まれた、騎士の一族。彼等は生まれた時から複数の人格を宿し、それぞれの人格が20歳の誕生日までに剣術・体術を極め、20歳になって「統合者」に統合された時、様々な技に通じた最強戦士が誕生する。弥勒兄弟の場合は、姉のように慕っていた女性・エリスが死んだショックで通例よりも早く「統合者」である雪彦が生まれた。
弥勒兄弟（みろくきょうだい）
誕生日：6月24日。年齢：19歳。血液型：不明。星座：新双子座。身長：177cm。体重72kg（以上、夏彦基準）。
1つの体に7人の人格を持つ超多重人格者。人格が変わると、容姿も変化する。1人がダメージを受けても他の6人には影響が及ばない上、人格ごとに異なる能力を持つ。成人の日になると、それぞれが極めた能力を全て兼ね備える1人の人間（＝雪彦）に統合する。古剣術の名家。父親は弥勒紫紋。夏彦と雪彦は他の5人や三騎士よりも優れた実力者。
アニメでは夏彦と雪彦の二重人格で、夏彦が力、雪彦がスピード重視の能力者。蛮との過去についてはぼかされている。蛮が面識があるのは夏彦のみ。蛮は弥勒一族の性質については知っている模様。
弥勒 夏彦（みろく なつひこ）
声 - 関智一
長男。パワーとスピードを兼ね備えた剣術の王。本来は技担当なのだが、不利な部分は全て補っている。統合者でないにもかかわらず、その実力は紫紋をも遙かに上回る。
かつては蛮の親友だったが、蛮がエリスを殺す現場を見て以来彼を憎んでいる。その後蛮を自分自身の手で殺す為に自らの内にいる統合者に抗い続け、鍛錬を積んできた。「失われた時間を奪り還せ!」編ではベルトラインにて遂に蛮と激突し、圧倒的な力で蛮を追い詰めるが、彼の「蛇殺」の一撃に敗れる。その際、蛮がエリスを殺したのは彼女を救う為だったということを悟り彼への憎しみは消え、雪彦に後のことを全て任せ蛮に笑顔を向けながら消えた。
特技
無量新月（むりょうしんげつ）弥勒流・綺の太刀。無から作り上げた真空の刀を一閃し、敵を一刀両断にする。
弥勒 緋影（みろく ひかげ）
次男。 盲目の剣士で居合いの達人。常に平常心を保っている。迅速な攻撃と間合い担当。
弥勒 右狂（みろく うきょう）
三男。 青龍刀を変幻自在に操り、笑いながら人を殺す狂剣士。曲芸担当。
弥勒 椿（みろく つばき）
四男。2本のサバイバルナイフを使う剣士で、接近戦を得意とする。口が異常に悪い。接近戦担当。遠距離戦に弱い。
弥勒 時貞（みろく ときさだ）
五男。長刀「小鉄」をハンマーのように振りかざす凄まじいパワーの持ち主。古風な性格。力技担当。
弥勒 奇羅々（みろく きらら）
長女。背丈よりも長い槍を操る女剣士で、凄まじいスピードの持ち主。遠距離戦担当。力技と近距離戦に弱い。
弥勒 雪彦（みろく ゆきひこ）
声 - 木村亜希子
六男。本来弥勒の統合者として成人の日に出現するはずだった。戦いを好まず、知的で穏やかな性格。戦闘力は夏彦以上の弥勒兄弟最強と謳われ、黒鳥院夜半に匹敵する天才戦士。超重量の円月剣を使った全てを無に帰す究極技「有量円月」を使う。
出現した日はエリスの命日。唯一エリスを知らない。この時「有量新月“刹那”」、「雪月花」という新たな技を披露した。通常よりも早く「統合者」として出現した為、他の兄弟との思い出がなく孤独を抱えていたが、蛮の邪眼が見せた幻により他の兄弟達との幸せな思い出が作れ、銀次との友情に救われた。
特技
有量円月（うりょうえんげつ）弥勒流・綺の太刀。飛鳥三輪山から発掘した隕石鉱（1μ㎥で、重量100kg以上）から作られた円月剣を高速回転させる事でブラックホールを発生させ、全てを無に帰す究極技。
有量円月「刹那」（うりょうえんげつ せつな）弥勒流・綺の太刀。
雪月花（せつげつか）円月剣を周囲に散らせ重力場を形成、蜃気楼の如く目の前に実体があるかのようにさせ、相手の背後から襲い掛かる。

三騎士（ドライリッター）
弥勒 紫紋
三騎士筆頭で、残りのメンバーと夏彦ら七人の父親である。超重量の妖刀「新月」を使う。「疾風の王」波児に憧れ常に鍛錬を積んでいた為、老いているにもかかわらず実力が衰えてなかった。既に統合している為「有量円月」を使える。デル・カイザーと2人の子供と共に呪術王に挑むも、絶対的な力に為す総べ無く殺される。以後は、強い意志のみで存在していた。
紫紋の息子
夏彦らの兄。薙刀のような物を使う。統合者なのだが、戦闘力は紫紋、雪彦、夏彦よりもかなり劣っている。デル・カイザーと紫紋・妹と共に呪術王に挑むも、絶対的な力に為す総べ無く殺される。彼も紫紋同様、強い意志のみで存在していた。
紫紋の娘
夏彦らの姉。背丈よりも長い曲刀を使う。統合者であり、戦闘力は紫紋の息子と同等。デル・カイザーと紫紋・兄と共に呪術王に挑むも、絶対的な力に為す総べ無く殺される。既に亡くなっており、彼女も強い意志のみで存在していた。
特技
有量円月乱舞（うりょうえんげつらんぶ）弥勒流・綺の太刀。飛鳥三輪山から発掘された隕石を元に作られた巨大な剣を2人同時に振るう事で、周囲にソニックブームを巻き起こす。これによって有量円月による疑似ブラックホールを5つ発生させる技。

エリス
魔女一族の女性。夏彦らとは血の繋がりがない姉であり、雪彦の婚約者。夏彦が愛した人で、蛮に恋心を抱いていた。蛮の心を手に入れる為に呪術師と契約し、利用されて半分化け物の姿になり蛮を襲うが、化け物に堕ちる前に殺すよう蛮に頼み、「蛇殺」により死亡。

## 運び屋
工藤 卑弥呼（くどう ひみこ）
声 - 桑谷夏子 / 竹内順子 / かかずゆみ
誕生日：2月10日。年齢：16歳→17歳。血液型：B型。星座：新山羊座。身長：152cm。体重：48kg。B/W/H：82/51/83。
通称「レディ・ポイズン」、「7つの毒香水を操る魔女」。昔は蛮と邪馬人と共に、奪い屋をしていた。様々な効果を持つ毒香水を使う。家には数千種もの毒香水があり、仕事では必要最小限の7つを選んで携行するが、未熟な様子。非常に勝気で優しい性格。鏡形而に惚れられている。邪馬人と共にVOODOO CHILDと呼ばれ（アニメではラストチルドレン）、バビロンシティへ続く天国の扉（ヘブンズ・ドア）を開く鍵の一つ。
当初は邪馬人を死に追いやった人物と思って蛮と敵対していた。鏡形而により心臓を鍵として取り出されるが、鍵となったデル・カイザーの魂によって蘇生した。次第に蛮に心惹かれるようになるが、実は同じウィッチクィーンの血を継承している蛮の妹。
作者の趣味からか、よく裸にされる（※そのせいか男性読者層からの人気が高い）。
赤屍 蔵人（あかばね くろうど）
声 - 飛田展男 / 杉田智和 / 関俊彦
誕生日：11月23日。年齢：不詳。血液型：AB型。星座：新蠍座。身長：186cm。体重：86kg。
通称「Dr.ジャッカル」（映画「ジャッカルの日」から取られている）。医師でもあり尚且つ史上最低・最悪の運び屋。常に黒衣を纏った謎の男。体の中にメスを隠し持ち、自身が望むと瞬時に手の中に現れる。放出したメスを回収する能力も併せ持ち、人を切り刻むのが趣味。好戦的かつ戦闘凶な性格。銀次の天敵（1人目）。銀次を気に入り、彼を弄ってからかったりしている。自分の血が混じればどんな物でも武器になる特異体質。
仕事の価値は「仕事の過程が楽しめればそれでいい」という程度のもので、仕事の過程で現れるだろう強い横取り屋、奪い屋などと戦うことを目当てとしている。仕事の捉え方もあいまいで、「対象の人間をあの世へ運ぶ」名目で暗殺を請け負うこともある。
漫画では、奏蝉丸とは古くからの知り合い。他人の死は数限りなく見てきたが、己の死をイメージできない。幾度となく深手を負っても、すぐに治る。彼の能力には血液の特性が非常に重要である。あらゆる面で意味深な人物。
バビロンシティと無限城セカイを行き来できる。バビロンでは「赤羽蔵人」の名で外科医を営んでいる。（元）戦場医で、とても大切に思っていた少年を救えず、戦場の忌まわしく悲しい現実を前にして、神を呪い絶望に沈み殺戮に至る力を求め、意志の力を知り生死を越えた超越者となった。瞬間移動かと見まがうほどの俊足(「赤い闇」で追っている模様)。
特技
赤い雨（ブラッディ・レイン）経験則で相手の動きを読み、相手の動く先へ雨のように大量のメスを降らせる技。
赤い十字架（ブラッディ・クロス）片手に十字を煌めかせると同時に、相手の体を十字に切り裂く。
赤い剣（ブラッディ・ソード）自らの血液を凝固させた剣で相手を斬り刻む技。主に蛮や雷帝、蝉丸などの強敵に使う。
赤い盾（ブラッディ・シールド）メスを円形に配置して盾を作り、敵の攻撃を防ぐ技。
赤い暴風（ブラッディ・ハリケーン）大量のメスで相手を囲み攻撃する技。軍艦島で蛮に使用した。
赤い奔流（ブラッディ・ストリーム）血飛沫から生まれた大量のメスを相手に打ち出す技。赤い暴風と同様、軍艦島で蛮に使用。
赤い射手矢（ブラッディ・サジタリアス）数本のメスを超高速で相手に打ちつけ、磔にする技。奏蝉丸に赤い十字架（ブラッディ・クロス）とのコンボで使用した。
赤い分身（ブラッディ・アバター）自らの血液から無数の分身を作り出す。鏡形而に使用。鏡像と違い全ての分身が100%の力を持っているのが強み。
赤い闇（ブラッディ・ダークネス）血液で出来た影が敵を襲う技。無限城の来栖征戦で使用した。相手の影から出てくる事も可能。彼の有する瞬間移動とも思える速さは、これである可能性も考えられる。
赤い杖刑（ブラッディ・スティック）赤い射手矢（ブラッディ・サジタリアス）のように数本のメスを相手に打ち出す。対来栖柾戦で使用。
赤い槍（ブラッディ・ランス）血液から長い槍を作り出す。しかし蛮の一撃に粉砕される。
馬車 號造（まぐるま ごうぞう）
声 - 西前忠久
赤屍が「ビッグネーム」と一目置く、巨大なトレーラーを駆る運び屋で、仕事中は滅多にブレーキを踏まない。別名・ミスター・ノーブレーキ。ACT.3で初登場。赤屍&卑弥呼と組む事が多い。土佐弁口調。普段はタクシー運転手として生計を立てている。蛮の都合で乗務中のタクシー車両を貸したりもしていた事があった。凄腕の運転技術の持ち主で、トレーラーをトンネル内でスピンターンさせた。戦闘能力に関しては目立った見せ場は特に無かったものの、蛮の邪眼が見せた恐竜の幻影に打ち勝ったり毒蜂の気配にすぐ気づいたりなどポテンシャルは極めて高い。男気溢れる性格。ちょい役ながらも出番は多く、最終回にもしっかり登場している。

## 「神の記述」関係者
※声の記述はドラマCD版のみ
マリーア・ノーチェス
声 - 根谷美智子
誕生日：5月23日。年齢：99歳。血液型：AB型。星座：新牡牛座。身長：172cm。体重：59kg。
100歳に近いながらも若く美しい女性に見える魔術師。蛮の育ての親。ウィッチクィーンの弟子にして彼女の片腕を務め、呪術師からは「死報星（デス・スター）」と呼ばれ恐れられていた。卑弥呼以上の魔女。雪彦によると「彼女も超越者」。普段はふざけているように見えるが、真面目な時は真面目になる。蛮が唯一頭が上がらない人物であり、彼を実の息子同然に愛している。100歳呼ばわりを嫌がる。
『神の記述』編に登場。以後、地下闘技場（鏡の中の卑弥呼）編、無限城（2回目）編に登場。肉体的戦闘力こそ低いものの、魔術が使える為かなり強い。現存する数少ない「神の記述」の持ち主であり、蛮たちが「神の記述」を使えるよう手ほどきをした。ウィッチクイーンが何をしたのか、何の為に天国の扉（ヘブンズ・ドア）を閉じたのかという全ての記憶を「聖痕」と共に封印されており、呪術王を倒した後の「悪鬼の戦い」で「聖痕」と記憶の封印が解けた。
特技
反転魔法陣（ターニングサークル）魔法陣を描く事によってその中にいる限り、相手から受けるダメージをそっくりそのまま返す技。魔法陣を崩されれば術は解けるが、彼女自身は全身に魔法陣を描いている。噛み付き攻撃などの術者自体の肉体を食み、自らの血肉として取り込む技に対しては効かない。
魔法の矢（マジックアロー）手で魔法陣を描き、そこから無数のエネルギー弾を打ち出して攻撃する技。

ルシファー / ルキフェル・ピエール・ド・メディシス
声 - 石塚運昇
誕生日：11月29日。年齢：100歳。血液型：B型。星座：新蠍座。身長：182cm。体重：79kg。
マリーアの兄弟子。前者は自らをサタンになぞらえたもので、後者が本名。見かけは30〜40歳代の男性魔術師。ウィッチクィーンから「神の記述」を盗み、逃走。その目的は「神の記述」の力を使い、魔女狩りの犠牲になった娘・アンジェラにもう一度会う事だった。心に傷を負った子供達を五大天使（契約の爪により呪われている）に仕立てて率い、蛮達と対決。十兵衛VS雨流の戦いの後、雨流の心臓を抜き取る。最後は蛮の邪眼により負けを認め、子供たちを解放。後に蛮、マリーアと共に盗み出した「神の記述」（至高<ハイ>カード）の力、蛮の正当なる魔女の血の力、マリーアの反魂の術で雨流を生き返らせた。
自ら決着をつける為に「ブレイントラスト」に挑もうとするが、赤屍により娘の元へ運ばれる。マリーア曰く、「ブレイントラスト」に魅せられ、道を外さなければウィッチクィーンの後継者になれる程の実力者。
佐伯 護（さいき まもる）
声 - 笹本優子
誕生日：10月9日。年齢：11歳。血液型：O型。星座：新乙女座。身長：135cm。体重：40kg。
ACT.1でGBに奪われたゲームの奪還を、再登場時にはカードの奪還を依頼してきた少年。
その正体は「真理の大天使」を守護カードに持つ五大天使の1人、ガブリエル。母親に勉強を押し付けられ、学校ではイジメを受けていた寂しさをルシファーにつけ込まれる。水を自在に操る力で銀次と闘うが、銀次に敗れ改心。母親の元へ（無理矢理）送り届けられた。現在はクラスメートと仲良くしているらしい。
堂本 翔（どうもと かける）
声 - 私市淳
誕生日：11月14日。年齢：15歳。血液型：A型。星座：新天秤座。身長：150cm。体重：52kg。
「邪視の大天使」を守護カードに持つ五大天使の1人、サリエル。五大天使のリーダー格。
幼い頃に母親が自殺したため親戚に引き取られ、その後は新しい家族と共に幸せに暮らすが、義兄の事故死により生じた義母との誤解で再び塞ぎ込む。義母の元へ送り届けられた際に蛮の邪眼の幻影で和解し、現在は養父の跡を継いで医者になる為、高校受験に向けて勉強中。
南 敏也（みなみ としや）
声 - 高橋良吉
誕生日：3月18日。年齢：15歳。血液型：A型。星座：新魚座。身長：152cm。体重：56kg。
五大天使の1人、ウリエル。守護カードは不明。
GB一行とは戦わないまま、自分の日常へ戻った。
都筑 怜児（つづき れいじ）
声 - 杉田智和
誕生日：12月19日。年齢：15歳。血液型：AB型。星座：新射手座。身長：152cm。体重：55kg。
五大天使の1人、ラグエル。守護カードは不明。
敏也同様、GB一行とは戦わないまま自分の日常へ戻った。女性なのに、男として育てられた。本当に男らしい。
西波羅 白秋（にしはら はくしゅう）
声 - 巻島直樹
四方守護聖獣の1人。守護カードは「西方の守護聖獣」。
獣人（ライカンスロープ）の血を引く事に加えて、カードの力で白虎を自在に操るが、蛮に簡単に倒された。実力は守護聖獣中、最も劣っていたらしい。
春 青龍（チェン・せいりゅう）
声 - 千葉進歩
誕生日：6月13日。年齢：22歳。血液型：A型。星座：新牡牛座。身長：181cm。体重：82kg。
四方守護聖獣の1人。守護カードは「東方の守護聖獣」。
春龍華の兄。水を剣に変える「春家青龍剣（しゅんけせいりゅうけん）」という剣術の使い手で、妹を蘇らせる為にルシファーに従っていたが、無限城からエネルギーを借り雷帝と化した銀次に敗れ改心した。
特技
天龍（てんりゅう）雨水を巨大な剣に変え、天に昇る龍の如く相手を巻き込む。
地龍（ちりゅう）水の中に石礫を仕込み攻撃する。
双龍（そうりゅう）天龍・地龍の2つの水の剣で、相手を挟み撃ちにして粉砕する技。
血龍（けつりゅう）春家青龍剣禁奥義。鮮血を剣に変えて攻撃する技。自分の血を使う為、命を削る事になる。

朱雀（すざく）
声 - 藤原啓治（邪馬人の姿）、桑谷夏子（卑弥呼の姿）
四方守護聖獣の1人。守護カードは「南方の守護聖獣」。属性は火。
「姑獲鳥」で邪馬人に化け、「朧炎の鏡」で卑弥呼の技を奪い卑弥呼を窮地に追い込むも、「親愛なる亡者」で召喚された邪馬人に倒された。
特技
火炎鳥（かえんちょう）火の鳥で敵を攻撃する。

玄武（げんぶ）
声 - 不明
四方守護聖獣の1人。守護カードは「北方の守護聖獣」。
最大の防御力を誇るらしいが、十兵衛に簡単に倒される。

## 魔里人
獣を操る能力を持つ日本の先住民族。その中でも特別な力を持つ四つの部族を四木族といい、癒の春木、死の夏木、眠の秋木、覚醒の冬木がある。それぞれの継承者が一堂に会すると、4人を含む味方の能力を最大限にする事ができる（アニメでは士度しか登場しない）。「鬼魔羅」の持ち主。「鬼魔羅」が覚醒すると「聖痕」を開放した花月並みの力を持つ。
魔里人と鬼里人（キリュウド）はかつて共に暮らし森を守る存在だったが、魔里人が兜の野望を阻止する目的で「鬼魔羅」を鬼里人から奪って以来、400年の長きに亘って敵対していた。
※声の記述はドラマCD版のみ
春木 薫流（はるき かおる）
声 - 田中理恵
誕生日：4月19日。年齢：14歳。血液型：AB型。星座：新牡羊座。身長：130cm。体重：40kg。
士度と同じ魔里人の生き残りで癒の春木の直系。傷ついた相手のダメージを回復させる力を持つ。
「死ぬべきではない者は分け隔てなくその命を救え」という一族の教えを守り、敵である蝉丸をも癒した。母のような優しさ・包容力を持つ少女。
ベルトラインでは祭蔵に呼ばれ駆け付け、祭蔵に切り落とされた笑師の腕を繋げた。
特技
癒しの嫡羅（いやしのチャクラ）他者の傷を回復させる技。詠唱は「癒しの嫡羅よ!すべての傷つきし生に在りし日の健やかさを！」。

夏木 亜紋（なつき あもん）
声 - 吉野裕行
誕生日：8月19日。年齢：20歳。血液型：A型。星座：新獅子座。身長：173cm。体重：68kg。
魔里人の生き残りで死の夏木の直系。他人の生命力を吸い取り相手を死に至らしめる力を持ち、その力故に「死神」と呼ばれる。近付くものには無差別に死を与えてしまうため孤独だったが、幸せそうな笑顔は絶やさなかった。
鬼里人の総本山へ向かう途中、偶然出会った笑師と意気投合しお笑いコンビを組む。10年前に魔里人の村が鬼里人に滅ぼされた時に（自分も）死に、士度が「鬼魔羅」を与えたことで生き返った。兜との戦いで自らの命を捨てた士度を生き返らせる為「鬼魔羅」を士度に移し、それによって生きながらえていた亜紋は消滅する。無限城鬼ごっこ大会の際、無限城の生み出すバーチャルと蛮の邪眼の合わせ技で再登場した。
その後、ベルトラインで意志のみで復活、戦いの終結後は銀次の創生したセカイで正式に復活し、笑師と再びコンビを組む。
特技
死の嫡羅（しのチャクラ）この技を食らうと、相手は必ず死ぬ。詠唱は「死の嫡羅よ!すべての生きとし生けるもののぬくもりを冥府の暗闇に誘いたまえ!」。

秋木 劉邦（あぎ りゅうほう）
声 - 稲田徹
誕生日：10月10日。年齢：21歳。血液型：AB型。星座：新乙女座。身長183cm。体重83kg。
魔里人の生き残りで眠の秋木の直系。相手を眠らせる能力を持つ。
プライドが高く選民意識が強いため他人を「凡人」呼ばわりし、十兵衛達と一触即発状態になった事もある。夏木亜紋を、あまり快く思っていない。
ベルトラインでは祭蔵に呼ばれ、薫流と共に駆け付ける。
特技
眠りの嫡羅（ねむりのチャクラ）敵を一瞬にして眠らせる。詠唱は「眠りの嫡羅よ!今こそ生きとし生けるすべてのものに死にも等しき安らぎを与えたまえ!」。

## 鬼里人
魔里人と同様、先住民族の一つ。蟲を自在に操る。底知れぬ黄泉ヶ池に守られ、蟲宮城に住む。鬼里人は皆その体内に業を宿し繁栄してきたが、業に呑まれると蟲の化け物になり、死ぬまで元に戻れない。また蟲には共存共栄の意識がない為、内輪揉めの性がある。
※声の記述はドラマCD版のみ
兜（かぶと）
声 - 松岡由貴
誕生日：10月18日。年齢：推定300歳。血液型：B型。星座：新乙女座。身長&体重：その時々により変化。
鬼里人の長。天より降りたもう「鬼魔羅」を左胸に宿し、元々は1つの部族であった魔里人と鬼里人を纏める長として、数百年の昔に選ばれた男。「生きてはいないが死んでもいない」存在で、意識のない人間の体を乗っ取る事ができ、マドカ、銀次、最後は士度の体を乗っ取った。正体は一匹の小さなカブトムシ。かつて人間に殺されかけた事で、命への執着の塊になった。卑弥呼と蛮によって業を解き放ち、自然に還った。

### 蜘蛛族
網美隷（もう びれい）
声 - 兵藤まこ
誕生日：11月29日。年齢：71歳。血液型：B型。星座：新蠍座。身長：168cm。体重：60kg。
属性・策士。蜘蛛族の長で七頭目の一人。通称・女郎蜘蛛。
20代の若さと美貌を誇る、Fカップの爆乳。彼女達蜘蛛の一族は、世紀末大不況の折に中国人に化けて無限城下のチャイナタウンに入り込み、その支配者として上り詰めた。チャイナストリートではその美貌でGBを誘惑、マドカに化けて銀次を殺そうとしたが、覚醒した雷帝によってチャイナストリートを壊滅させられる。戦争の最中兜のやり方に疑問を覚え、GBに手を貸す。戦争終結後は、愛する鬼蜘蛛と無事結婚したらしい。
霧人（きりひと）
声 - 竹若拓磨
誕生日：5月4日。年齢：20歳。血液型：B型。星座：新牡羊座。身長：175cm。体重：67kg。
女郎蜘蛛の息子。通称・緋蜘蛛の霧人。弱くはないが、実戦経験に乏しい。戦争終結後は蜘蛛族の長を継ぎ、チャイナストリート復興に励んでいる。
アニメでは、士度の「VOLTS」参入以前に因縁のあるマフィアとして登場した。
特技
霞網（かすみあみ）敵の周囲に飛び跳ねながら蜘蛛の糸を巻き付け、身動きを取れなくさせて蜘蛛で襲う技。

蜘郎 森人（くろう もりひと）
声 - 郷田ほづみ
誕生日：7月14日。年齢：71歳。血液型：B型。星座：新双子座。身長：208cm。体重：102kg。
蜘蛛族最強の戦士。実は霧人の父親。通称・鬼蜘蛛。
チャイナタウンでは霧人を守り、蛮と戦う。戦いの中で“業”を解き放つが、蛮の邪眼によって元に戻った。
影蜘蛛（かげぐも）&飛蜘蛛（とびぐも）
声 - 甲斐田裕子（影蜘蛛）、本多陽子（飛蜘蛛）
誕生日：7月30日。年齢：18歳。血液型：B型。星座:新蟹座。身長：160cm。体重：50kg。B/W/H：83/50/84。（影蜘蛛）
誕生日：12月20日。年齢：16歳。血液型：O型。星座:新射手座。身長：148cm。体重：45kg。B/W/H：84/45/82。（飛蜘蛛）
女郎蜘蛛の部下の少女達。常に2人で行動している。蜘蛛の糸を利用した移動方法で敵を翻弄する。チャイナタウンで銀次と戦った。飛蜘蛛の方は銀次に惚れている。

### 蜂族
毒蜂（どくばち）
声 - 本田貴子
誕生日：2月26日。年齢：300歳。血液型：A型。星座：新水瓶座。身長：185cm。体重：その時々で変化。
属性・医師。虻と蝿の一族を従える蜂族の長で七頭目の一人。彼の体の欠けた部分は無数の蜂によって形作られ、蜂族は毒蜂以外誰もいない。「マリンレッドを奪り還せ!」編でGBと対峙し、蛮の邪眼に出し抜かれて以来、彼との再戦を待ち望んでいた。
七頭目最強の戦士・蝉丸と同等の力を有し、蜂を自在に操る他、近接戦闘も得意とする。蛮との死闘の末、全てを蛮に託して蟲に還った。
特技
蜂王陣（ほうおうじん）毒蜂の誇る最強の陣。

### 鍬形族（くわがた）
深山 幻舟（みやま げんしゅう）
声 - 黒田崇矢
誕生日：11月14日。年齢：68歳。血液型：A型。星座：新天秤座。身長：190cm。体重：132kg。
属性・戦士。鍬形族の長で七頭目の一人。鬼里人の先行きを案じ、鬼里人の業を解き放つよう卑弥呼に頼みクーデターを起こす。
卑弥呼と共に揚羽、紫丸と戦い、強靭な肉体による防御力で2人を圧倒するが、隠れていた白紋の不意打ちにより弱点を突かれ揚羽、紫丸の同時攻撃により致命傷を負う。その後、揚羽、紫丸を倒した卑弥呼に鬼里人を託し、死亡する。

### 蝶族
無明院 賽蝶（むみょういん さいちょう）
声 - てらそままさき
誕生日：2月4日。年齢：87歳。血液型：A型。星座：新山羊座。身長：176cm。体重：93kg。
属性・僧侶。蝶族の長で七頭目の一人。揚羽・紫丸を率いてマドカを攫った張本人。兜の命じるままに兵を送り出しその命を捧げていたが、その目的は魔里人との戦争を利用して兜の元でNo.2となる事で、全てを手中に収める事だった。蟲宮城で蛮によって倒される。
敵に一切気配を感じ取られなくなる「不可視蝶」の使い手
特技
不可視蝶（ふかしちょう）無数の蝶を使い、姿・気配を完全に消す。また、幻影を見せる事も可能。

揚羽（あげは）
声 - 篠原恵美
誕生日：6月30日。年齢：18歳。血液型：AB型。星座:新双子座。身長：161cm。体重：48kg。B/W/H：86/53/83。
蝶族の隻眼の女性戦士。通称・死蝶鱗の揚羽。 卑弥呼の毒香水に良く似た、毒鱗粉を駆使して戦う。毒鱗粉は全て彼女の体から剥がれ落ちた細胞であり、彼女の意思に従って飛び回る。
冷酷な性格。獣宮城にて卑弥呼を苦戦させるが、深山の言葉により真の戦い方を見出した卑弥呼によって倒される。
特技
妖幻鱗（ようげんりん）吸い込むと天上の快楽と地獄の禁断症状が交互に来て、同士討ちをし出す。
火炎蝶（かえんちょう）火による攻撃だが、決め手に欠ける威力。
腐死蝶（ふしちょう）触れるだけで相手の防具を腐食させる。
加速鱗（かそくりん）効果は卑弥呼の加速香と同じ。加速香程の危険性はないが、麻薬のような習慣性がある。

紫丸（むらさきまる）
声 - 津田健次郎
誕生日：6月30日。年齢：18歳。血液型：B型。星座:新双子座。身長：168cm。体重：68kg。
蝶族の戦士。通称・吸血の紫丸。自らの肉体から生み出した背骨のような鞭「口角鞭（こうかくべん）」を使う。サディスト。揚羽同様、卑弥呼によって倒される。
特技
羽化乱舞（うからんぶ）口角鞭を使っての、蝶の変態のように耽美で変幻自在な連続攻撃。
吸血の舞（きゅうけつのまい）口角鞭を相手の体に巻き付け、血を吸う技。

白紋（はくもん）
声 - 小杉十郎太
誕生日：8月2日。年齢：24歳。血液型：O型。星座:新蟹座。身長：158cm。体重：70kg。
蝶族の諜報暗殺を司る。通称・口角針の白紋。不意打ちで深山幻舟の弱点を見付ける事に成功するが、片腕を引きちぎられた。

### 水棲族（すいせい）
湖柳 水爬（こやなぎ すいは）
声 - 遊佐浩二
誕生日：7月29日。年齢：41歳。血液型：AB型。星座:新蟹座。身長：172cm。体重：61kg。
属性・水仙。水中に棲む虫の一族を統括している水棲族の長で眼鏡をかけている七頭目の一人。
操藻術で力を失った銀次を苦しめるが、自らの支配する藻泥達が人を傷付けたくないと思っている事を、彼等と語り合う事が出来た銀次から教えられ、自分の役割は終わったと道を譲る。また、仲間を思う気持ちを忘れていた事に気付き、聖地である地獄谷を血で汚してきた事などから、鬼里人が滅ぶ時に来ている事を悟った。
特技
操藻術（そうそうじゅつ）藻を自在に操る技。

### 蟷螂族（とうろう）
鎌多 十郎（かまた じゅうろう）
声 - 江川央生
誕生日：9月5日。年齢：48歳。血液型：B型。星座:新獅子座。身長：188cm。体重：82kg。
属性・暗殺者。蟷螂族の長で七頭目の一人。夏木亜紋の死神の力と同じ性質を持つ「血潮鎌」を武器とする。
笑師、亜紋と戦い亜紋を圧倒するが笑師の攻撃により業が覚醒。最後は亜紋に命を全て吸われ死亡。水爬曰く、七頭目の中では全てにおいて劣っていたらしい。
特技
血潮鎌（ちしおがま）命を吸う鎌で血を作る。これがあると自分は他人から命を吸われる事はなく、またカマイタチを発生させる事も可能。

### 蝉族
奏 蝉丸（かなで せみまる）
声 - 高木渉
誕生日：8月10日。年齢：84歳。血液型：B型。星座：新蟹座。身長：110cm。体重：15kg（業開放時）。
属性・楽師。蝉族の長で七頭目の一人。不死身で、一度赤屍を気絶させたことのあるほどの実力者。琵琶を使った催眠術を得意とする。かつて戦場を血に染めた「殲滅軍曹（ジェノサイドサージェント）」と呼ばれていた元軍人。自分の息子が死んだのを理由に琵琶を奏でながら遍路し、息子を蘇らせる為に忌み嫌っていた自らの出自を受け入れ、七頭目となり兜の復活に力を貸している。赤屍と2回戦い、最初は勝つが最終的には敗れ、「赤い十字架」で十字に切り裂かれ、更に「赤い射手矢」で木に打ち付けられるが、薫流により助けられた。
鬼里人が滅んだ際に業から解放され、赤屍に無限城へ行くよう導かれる。後に「Honky Tonk」を訪れ、物語の終盤で赤屍と再会する。
特技
『平家物語』序の巻自分の分身（?）を出す事が出来る玉を飛ばし、周囲を囲んで斬り付ける。この技で一度赤屍を倒した。

## その他の人物
HEVN（ヘヴン）
声 - 夏樹リオ / 三石琴乃（PS2版）
誕生日：9月23日。年齢：21歳。血液型：AB型。星座:新乙女座。身長：162cm。体重：52kg。B/W/H：97/58/89。
仲介屋を営む、謎の多い金髪爆乳の妖艶美女。作者曰く「アイルランド人の血が混じっている」。仲介料とは謝礼の3割から抜き取り、それを前もってピンハネしておいた料金である。よく人質になりやすい。毎回奪還屋の2人に危険な仕事を持って来ては、冬木士度や不動琢磨に仕事を回す事もある。来栖柾とは恋人同士、現在熱愛中。
肌の露出度が高い服を好んでいる。卑弥呼とは何かと衝突しがち。よく蛮に胸を揉まれている。当初は結構な頻度でパンチラキャラだった。
アニメ版では、「形状記憶特殊合金」を恋人（声 - 成田剣）と共に開発していた元研究者。セクハラのシーンはカットされ、衣装の露出度は控えめ。
王 波児（ワン ポール）
声 - 松本保典 / 大林隆介（PS2版）
誕生日：4月14日。年齢：35歳。血液型：A型。星座：新魚座。身長：180cm。体重：75kg。
喫茶店「Honky Tonk」のマスター。蛮や銀次の過去を知っている。生まれたばかりの蛮に与作とつけようとした所、顔を蹴られ、腹いせに野蛮の「蛮」からとった名付け親。滅多な事では怒らないが、GBからは莫大な金額をツケられており、その計算はキッチリしている。普段は特殊なサングラスを掛けている。コーヒーを淹れるのが上手。高所恐怖症。
初代GBとしてデル・カイザーと共に無限城の謎に挑むが、ベルトラインを無傷で通過しながら、バビロンシティを目前に呪術王に破れ、デル・カイザー共々追い返された。その際「聖痕」が目に刻まれた。無限城での通り名は「疾風の王」で、弥勒紫紋をして「かつては向き合うだけで戦慄する」と評された（一線を退いたため現在は当時の力はない）。三騎士に敗れるが赤屍に助けられ、ベルトラインに上がった時は力を取り戻してきていた。デル・シュロスに到達後、三騎士と再戦。弥勒紫紋にはかつての全盛期の姿で挑むも、当時から鍛え上げ続けていた紫紋には勝てず。全盛期の姿では勝てないとデル・カイザーに気付かされ、今まで鍛え続けてきた第六感（シックスセンス）の備わっている現在の姿で弥勒紫紋を撃破した。その後、デル・カイザーとの落とし前をつける。
アニメではかつて伝説的な奪い屋トリオの一員だった。
水城 夏実（みずき なつみ）
声 - 乙葉 / 長沢美樹（PS2版）
誕生日：8月23日。年齢：17歳。血液型：O型。星座：新獅子座。身長：153cm。体重：45kg。B/W/H：72/55/76。
愛犬ラッキーの奪還をきっかけに「Honky Tonk」でアルバイトを始め、レナと共に住み込みで働いている女子高生。明るく元気で、天然ボケな性格。将棋が強い。女子高に通っている。母親は幼い頃に病死、父親は科学者だったが、研究中の事故で死亡した（父親の方はアニメでは健在）。
アニメでは「奪還屋」に母親が作ってくれたマスコットの奪還の依頼をした事をきっかけに、奪還屋が拠点としている喫茶店Honky Tonkのアルバイト店員となった。卓球の達人。成翔女学院に通っている。
仙洞 レナ（せんどう レナ）
声 - 斎藤千和
誕生日：2月8日。年齢：14歳。血液型：AB型。星座：新山羊座。身長：154cm。体重：47kg。B/W/H：81/54/80。
ルシファーに操られていた子供の一人。義父と家庭教師に性的虐待を受け、その心の傷を母親にも相手にされず現実逃避をしていたが卑弥呼との対決に敗れ、彼女の毒香水によって心を癒される。
その後波児の誘いで、「Honky Tonk」のアルバイトとして夏実と共に活躍している。現在は上達しているが、最初に作った彼女のコーヒーは壊滅的なマズさだった（被害者は蛮）。ショックを受けるとすぐ自殺しようとする。アニメ版には登場しない。
音羽 マドカ（おとわ マドカ）
声 - 松岡由貴
誕生日：11月2日。年齢：17歳。星座：新天秤座。身長：155cm。体重：46kg。B/W/H：79/56/78。
盲目の天才バイオリニストであり、巨匠アントニオ・ビスコンティの愛弟子の1人。愛器ストラディバリウスを阿久津俊介に奪われその奪還をGBに依頼した所、士度と出会い、恋に落ちた。見てくれに惑わされず、物の本質を見抜ける優しい少女。士度やその仲間の動物達と共に暮らす内に、魔里人と変わらない程に動物達と会話が出来る。菱木を一撃で悶絶させた初めての人物。
鬼里人編では、兜の新しい宿主に選ばれ地獄谷に囚われる。
目にはハイライトが描かれていない。
アニメでは料理がド下手（その味は士度曰く「以前間違って飲んだクレゾール石鹸の原液に似ていた」）。
不動 琢磨（ふどう たくま）
声 - 田中正彦 / 石塚運昇（PS2版）
誕生日：11月28日。年齢：28歳。血液型：AB型。星座：新蠍座。身長：195cm。体重：120kg。
通称「サトリの不動」。奪い屋で蛮とはかつての同業者。蛮曰く「物欲と食欲と性欲の為だけに生き、支配欲と殺戮欲だけで行動する欲望の塊。人間の醜い部分をかき集めたような最低最悪の男」。1度だけ蛮と死闘を演じ、その際に左腕を喪失。以来本物の左腕（現在は既に白骨化）を携行しつつ義手を着けて蛮の命を狙っている。「もっと活躍してほしかったキャラクターランキング」では上位入り。
隻眼であり、左目で相手を見ると「ワン・セコンド」から最大で「スリー・セコンド」、即ち3秒先まで自身の「サトリ」によって見る事ができるが、目を閉じると無効化される。バトルでは蛮とほぼ同等の腕を持ち、IL奪還作戦の際にはMAKUBEXに雇われ「アーリーデイズ」ではGBの殺害を依頼されていた。アニメでは蛮との決戦の末敗れ、邪眼で蛮との闘いを楽しむ幻覚を見た後に戦死した。本来ならば、鬼里人編で登場する予定だった。
菱木 竜童（ひしき りゅうどう）
声 - 志村知幸
通称「アンデッド」。元アルティメットのファイターだったが、反則負けばかりで一度も勝てず、挙句安い挑発に乗り対戦相手を殺し、永久追放された。原作では蛮から「ジャイアン」と呼ばれている。
現在は護り屋。特殊能力は持たないが、体はまさに頑丈であり、初期は耐えられなかった雷にも次第に強くなってきた。銀次の天敵（2人目）。
ACT.2、ACT.4、ACT.9に登場。漫画の初登場時は言葉を発していたが、徐々に咆哮のような叫び声しか上げなくなり、アニメでは全く言葉を発さない。読者からの嫌われ度は高く、「嫌いなキャラクターランキング」では上位入り。
クレイマン
声 - 緒方恵美
名画・美術品専門の女盗賊。警視庁重要犯罪者リストSX-28号。芸術を心から愛している。ACT.5で初登場。「肉粘土」を自在に操る変装術を得意とし、他人の顔も全くの別人に変えられる。母親は高名な霊媒師であり、自分が降ろした霊に筆を持たせ、存在しない筈の死後の作品を描かせていた。初登場時はその死後の作品を利用し保険金詐欺を目論んだ悪徳画商・蜂巣に、GBと手を組んで鉄槌を下した。
螺堂 源水（らどう げんすい）
声 - 佐藤正治
誕生日：1月20日。年齢：64歳。星座；新山羊座。身長：153cm。体重：78kg。
無限城・下層階（ロウアータウン）のサウスA-567エリアで薬屋を営む老人。通称「薬屋のゲン」。
MAKUBEX&レンの育ての親にして、彼にパソコンの技術を教え込んだ人物。MAKUBEXからは実の祖父のように慕われ、彼を孫として可愛がっている。IL奪還編では、負傷した花月や笑師達を治療した。実は20世紀最高の建築工学者で、無限城の“核”となっている完成間近に放棄されたインテリジェントビルの設計者。名目上は無限城の生みの親だが、彼も無限城のない裏新宿を知らない。アニメでは元「ブレイントラスト」の一員。
螺堂 レン（らどう れん）
声 - 中西裕美子
誕生日：12月18日。年齢：13歳。星座：新射手座。身長：150cm。体重：43kg。B/W/H/：71/50/72。
源水と共に薬屋を営む少女。一人称が「俺」のボーイッシュな性格。「VOLTS」の元ジュニア・メンバーの1人で、かつての「VOLTS」に強い憧れを抱いている。IL奪還編で十兵衛に負傷させられた花月を助けた事がきっかけで、花月に恋心を寄せている模様。士度と花月がベルトラインに突入する時、彼女も同行した。
実は彼女も無限城でしか存在できない産物であり、アニメ終盤ではそのことを思い悩むあまり来栖の仲間となった。
工藤 邪馬人（くどう やまと）
声 - 藤原啓治
誕生日：11月30日。年齢：28歳(没年齢)。血液型：B型。星座：新蠍座。身長：177cm。体重：81kg。
元奪い屋で通称「ポイズン・マスター」。仕事の際に出会った蛮を仲間に引き入れた。卑弥呼以上の毒香水の使い手で、彼にしか使いこなせないものも多い。毒香水は彼らの魔術を使う為の媒体らしい。卑弥呼と共にVOODOO CHILDと呼ばれた。28歳の誕生日に蛮によって倒され、しかも卑弥呼を一人の女として愛していた。
アニメでは、幼少期にラストチルドレンとして生贄の為に囚われ、赤ん坊だった卑弥呼を連れて逃亡した。ラストチルドレンの呪いで自我を失う前に殺すよう蛮に懇願した。
春 龍華（チェン・ロンファ）
声 - 牧島有希
誕生日：5月11日。年齢：12歳(没年齢)。血液型：AB型。星座：新牡羊座。身長：128cm。体重：38kg。B/W/H：68/48/65。
下層階（ロウアータウン）に住んでいた、銀次の幼馴染の少女。ベルトラインの住人が放ったボウガンから銀次を庇い死亡。兄の青龍とは、幼い頃離れ離れになっていた。『神の記述』編ではカード「花園の麗龍」と化し、再び銀次を守り抜く。
ラッキー
夏実の愛犬。サルから人間への進化をもたらしたと言われるミッシングリンクウィルスに感染した事で、何の予備知識もなくフェルマーの最終定理を解ける程の驚異的な知能と、超能力を身に付けた。暴走しかけたが、銀次の電子レンジ攻撃により、ウィルスを死滅させられ普通の犬に戻る。アニメ版には未登場。
風鳥院 拾参絃（ふうちょういん じゅうさんげん）
眼帯の青年・四絃草之介（しげんくさのすけ）を筆頭とした、風鳥院宗家に仕える13人の精鋭達。
裏風鳥院襲撃の際に花月を守って皆死んでいったが、死してなおベルトラインに意志だけで存在、呪刺繍を施され夜半の配下と化していた。十兵衛の「縫千花」により呪刺繍を外され、自我を取り戻した後は礼を言って消えていった。アニメ版には未登場。
特技
双葉芽吹（ふたばめぶき）風鳥院流絃術拾参絃 弐の陣 第弐拾の参。2人で同時に束ねた絃を振るい、攻撃する。
菊花の宴（きっかのえん）風鳥院流絃術拾参絃 組曲の陣 第弐拾の壱。13人で相手を絃で縛り付け、そのまま繭のように包む。

卍一族（まんじいちぞく）
先祖代々裏家業を営む一族で、全員が昼夜問わず暗視ゴーグルを着けている。赤屍に切り刻まれるなど登場する度に酷い目に遭うなどギャグ中心の扱い。読者からの嫌われ度はダントツであり、「嫌いなキャラクターランキング」では1位だった。他媒体ではゲーム版のみの登場。
美堂（みどう）
声 - さとうあい
蛮の実母。夫と共に幸せな家庭を築いていたが、能力が目覚めた蛮を突き放してしまう。このことを後悔しており、物語の終盤で会いに行く決心が出来ず、近くにいたマリーアに思いを打ち解ける。蛮は自身を拒んだ実母をデル・カイザーとの会話で恨んでいないと話しており、むしろ再会を望んでいた節が見られた。
阿久津俊介（あくつ しゅんすけ）
声 - 小西克幸
世界的なバイオリニストで実業家だが、実態は悪徳金融の息子で、マフィアとも繋がりがある。悪徳金融を継ぐことを拒み世界一のバイオリニストになると決心していたが夢を叶えるも気が付くと父親以上の暗黒街の顔役になっていたという。その不快感でバイオリン「ストラディバリウス」もろともマドカの命を狙うが、最終的には演奏中に蛮の邪眼により幼少期バイオリンが大好きだった自分自身の姿を見せられ精神崩壊を起こし、その後バイオリニストとしての活動は休止となった。

黒部 一馬（くろべ かずま）
声 - 千田光男
父親の代から阿久津家に仕える「始末屋」。阿久津の命令で用済みとなった士度を殺害しようとするが返り討ちに遭い倒された。
特技
蟷螂剣・虚空乱舞（とうろうけん・こくうらんぶ）2本の刀を広げ高速で回転して切り刻む。

黒部 次馬（くろべ つぐま）
声 - 西村知道
兄である一馬同様阿久津に仕える「始末屋」で、菅原（すがわら）という偽名でマドカの執事としてマドカに近づく。阿久津の命令でマドカを殺そうとするが正体を見破っていた蛮に倒される。ブラコンらしくピンチに陥ると「兄ちゃん」と兄に助けを求める。髪はカツラであり、兄同様禿げ頭である。武器は蜈蚣を模した棍の蜈節棍。
特技
蜈節棍術・蜈蚣襲牙（ごせつこんじゅつ・ごこうしゅうが）蜈節棍を相手に巻き付け棍についている刃で切り刻む。

劉 孟焔（りゅう もうえん）
声 - 長克巳
裏新宿のマフィアのボスで、「麻薬王」と呼ばれる。GBの活躍で麻薬アフロディーテを奪われマフィアとしての失態を晒す。その後予備のために残しておいたアフロディーテをMAKUBEXに届けようとするがそれは邪眼による幻影でカイトをはじめとするアフロディーテの被害者たちに襲われる幻を見て怯え、最終的には麻薬不法所持で逮捕される。

灼龍、氷虎（しゃくりゅう、ひょうこ）
声 - 志村知幸（灼龍）、小室正幸（氷虎）
劉の部下の殺し屋。灼龍は腕に炎をまとう「呉氏妖炎拳」を使い、氷虎は透明な刀身を2枚重ねにした刀「魏氏薄氷剣」を使う。それぞれの技を笑師が知っていたほどの武芸者の家系だが長らく劉孟焔の一族に仕えて長らえてきた。士度と笑師と戦い、自身の肉体に麻薬アフロディーテを注射し（アニメでは自身の体のツボを突き）体を強化し戦うも灼龍は全身に炎をまとい士度に突進するがかわされて自爆、氷虎は剣の仕組みを笑師に見切られ倒された。劉の部下達は「2人共瀕死の重傷を負っている」と言ったが、その後の消息は不明。

汗兄弟（かんきょうだい）
劉の手下。パーティーのショーに見せかけて侵入者の士度と笑師を殺害しようとする。楼蘭を滅ぼした北魏王朝の末裔を名乗り笑師に対しては終始見下した態度をとる。馬の腸に砂金(先祖が楼蘭から略奪したもの)をつめた武器「馬腸双撲袋」を使い、砂金で笑師に目潰しをするが視覚以外で感じ取った笑師に倒された。アニメには登場しない。

## 依頼に関係する人々
「ACT.1 奪還屋登場！」
佐伯護（さいき まもる）
詳細は#「神の記述」関係者を参照。
奪還屋の資金難につけ込み、わずか10円で「友達に奪られたゲームの奪還」を依頼した。依頼は果たしたものの、その友達の父親（ヤクザ風・GBA版ゲームでは兄という設定）に蛮と銀次は痛めつけられる。後に『神の記述』編で再登場。
山村（やまむら）
声 - 西川幾雄
行き倒れた奪還屋の二人におにぎりを分け与えて命を救ったホームレス。裸一貫で東京にきて小さいながらも工場を経営していたが、不景気で潰れてしまい、娘の理香も借金のカタにヤクザに奪られてしまい、偶然出会った奪還屋の二人に理香の奪還を依頼する。
しかし、娘と再会することなくホームレス狩り（アニメでは心臓発作）に遭い重体に陥る。意識を失う直前、蛮の邪眼による幻の中で娘に謝罪した。
物語終盤のACT.12では、彼に似た人物が工場で理香と働いている。
山村 理香（やまむら りか）
声 - 杉本ゆう
山村の娘であり、借金のカタとして暴力団に奪われていた。母親を早くに亡くし、貧しい環境に育ちながらも父を慕って工場を手伝う優しい性格だったが、軟禁生活中に金の力に魅せられ、わがままとなっていた。
本心では父親を慕っているらしく、奪還屋が暴力団を壊滅させた際も父を裏切った負い目から帰れずにいた。
ACT.12ではその後の姿として、父らしき人物と工場で懸命に働いている。

「ACT.2 誓いの瞬間を奪り還せ！」
赤川 絹江（あかがわ　きぬえ）
老舗旅館の女将を名乗り「家宝の招き猫」の奪還を依頼した。正体は看護婦で、真の目的は臓器売買を行う医者・兜川の悪事を明るみにすると共に、臓器ビジネスの犠牲者となった婚約者を奪還することだった。
招き猫の奪還依頼も兜川の指示によって行ったもので、後に自分の意思で「婚約者の奪還」を奪還屋に再度依頼する。
案件終了後に植物状態ではあったが婚約者を取り戻し、自身が勤める病院で看病を続けている。
兜川（かぶとがわ）
臓器売買の裏ビジネスを行っていた医師。絹江に「招き猫」（実際はその中に隠してあった臓器売買のデータが入ったフロッピーディスクが目的）奪還の依頼をさせる。
かつては人命救助に腐心した青年だったが、医療ミスに対するバッシングを受けたことで変わってしまった。
護り屋として雇った菱木が奪還屋に敗れ、「自身が臓器売買の犠牲者たちに内臓を取り返される」という幻を見せられた恐怖で白髪になり、ひからびてしまい、精神も崩壊した。
最後は奪還屋の通報を受けて駆けつけた藪北に逮捕され目論見は潰えた。

「ACT.3 奪還屋vs運び屋」
大滝 詠一郎（おおたき えいいちろう）
声 - 藤原啓治
大物政治家。奪還屋に、政敵に奪われた「プラチナに匹敵する物が入った〈匣〉」の奪還を依頼する。
沈没船に積まれたプラチナを引き揚げたという噂があり、蛮は奪還対象を「プラチナそのもの」と予想、報酬に「奪還対象の1割」を要求し承諾させる。
実際の中身は「プラチナメロン」。これが超高額の報酬を期待していた奪還屋の怒りを買い悲惨な目に遭った。アニメでは銀次にプラチナメロンをヤケ食いされた（怒りながらも「うまい」と言っていた）。

「ACT.4 生命の“音”を奪り還せ！」
音羽マドカ（おとわ マドカ）
詳細は#その他の人物を参照
「ACT.5 幻の"ひまわり"を奪り還せ！」
蜂巣（はちす）
声 - 小室正幸
とあるデパートの画商。怪盗クレイマンに盗まれた「十三枚目のひまわり」の奪還を依頼する。贋作の疑いをかけられている名画を安く買って焼却し、保険金を騙し取ろうとしていた。
クレイマンと組んだ奪還屋によって悪事が白日の下となり、社会的な破滅を迎える。
虻川（あぶかわ）
声 - 鈴木琢磨
蜂巣が画商を勤めるデパートの美術館の館長。蜂巣の保険金詐欺に加担していたようである。
依頼終了時には変装したクレイマンと入れ替わっており、本物の虻川は彼女に脅されて海外へ逃亡している。

「ACT.6 無限城"IL"奪還作戦！」
仮面の男
声 - 室園丈裕
「IL」の奪還を、その詳細を全く教えないままGB達に依頼する。
原子爆弾を極秘に開発していた日本政府直属の組織の人間であり、「IL」も原子爆弾の部品である"Implosion Lens”の設計資料だった。

「ACT.7 女神の“腕”を奪り還せ！」
クレイマン
詳細は#その他の人物を参照
ミロのヴィーナスの美しさを守るため、発見された「失われていたミロのヴィーナスの腕」の奪還を依頼する。
ミス・ヘラ
声 - 深水由美
失われた腕の出品者。カイトが逮捕されるきっかけを作ったミロのビーナスを腕と合体させ芸術としての輝きを奪うことで復讐を企んでいる。後にGBに説得され、カイトの本心を知り涙し改心した。
カイト
声 - 高木渉
天才の芸術家でヘラの恋人だった。7、8年前にミロのビーナスを越える女神像を作ってからヘラとの結婚の約束をしていたが、ミロのビーナスの魅力に惹かれてしまいルーブルへ入りビーナスの鑑賞しているところを止めに入った警備員を刺し逮捕される。現在は出所しているもののアフロディーテで廃人のような姿になっているがヘラに対する愛は失っていなかった。

「ACT.8 神の記述」
教育ママ
声 - 鈴木渢（翔の母）、岡本嘉子（敏也の母）、峰あつ子
堂本翔らの母親たち。
「神の記述」に関わると共に行方不明になった子供たちの奪還を依頼する。
子供たちへの愛情は強いが、偏った教育方針からそれぞれ家庭で溝を作ってしまっていた。

「ACT.9 マリンレッドを奪り還せ！」
ジュウゾウ岩倉
声 - 亀井三郎
誕生日：8月19日。年齢：87歳。血液型：B型。星座：新獅子座。身長：168cm。体重：70kg。
細菌学の世界的権威。第二次世界大戦前のドイツで細菌兵器の研究をしていたことがある。
第二次世界大戦末期に撃沈され、先日引き揚げられたUボートに積まれていた幻のワイン「マリンレッド」は自分に贈られるはずのものだったとして、その奪還を依頼する。
Z・ブラッド
声 - 大塚明夫
誕生日：11月28日。年齢：88（体は28）歳。血液型：AB型。星座：新蠍座。身長：181cm。体重：88kg。
元ルーマニア軍の将校。感染すると再生能力などを身に着けるバンパイアウイルスを取り込んでおり、不完全なウイルスだったため完全な吸血鬼の力を手に入れるためマリンレッドの中にあるバンパイアウイルスを狙う。故郷のトランシルバニアを焼き払ったアドルフ・ヒトラーへの復讐のためにバンパイアウイルスを取り込み吸血鬼と化すが既にヒトラーは自害しており、虚しさが残ってしまうものの理想郷を作るために力を求めている。蛮に敗北した後ジュウゾウの前に現れる。実際はバンパイアウイルスは狙っておらず、奪還対象のマリンレッドは全て彼とジュウゾウの親友ナディアが作ったワインであり、亡きナディアの夢を叶えることが真の目的であった。
「ACT.10 永遠の絆を奪り還せ」
冬木士度
詳細は#新生「VOLTS」&「VOLTS」四天王を参照。
鬼里人に拉致された音羽マドカの奪還を依頼する。

「Birth.1 最後のピースを奪り還せ！」
フォックス
裏世界の麻薬女王。三代目を襲名したばかりの奪還屋に服役中の元恋人・龍二の奪還（脱獄の手引き）を依頼する。
邪眼で作り出された幻の中で龍二と再会し、ずっと言いたかった別れを告げた。

「Birth.2 天才犬奪還作戦！」
水城夏実
詳細は#その他の人物を参照。
愛犬ラッキーの奪還を奪還屋に依頼する。この依頼がきっかけで、彼女はHonky Tonkで働くこととなった。

「ACT.11 VOODOO CHILD」
赤屍蔵人
詳細は#運び屋を参照。
「鏡の中の卑弥呼」の奪還を依頼する。

「ACT.12 失われた刻を奪り還せ！」
美堂蛮　天野銀次
蛮は「鏡形而に連れ去られた卑弥呼」と「自分のプライド」の奪還を、銀次は「バビロンシティにいる自分の母親」の奪還を、互いに依頼する。